# Ню (жанр)

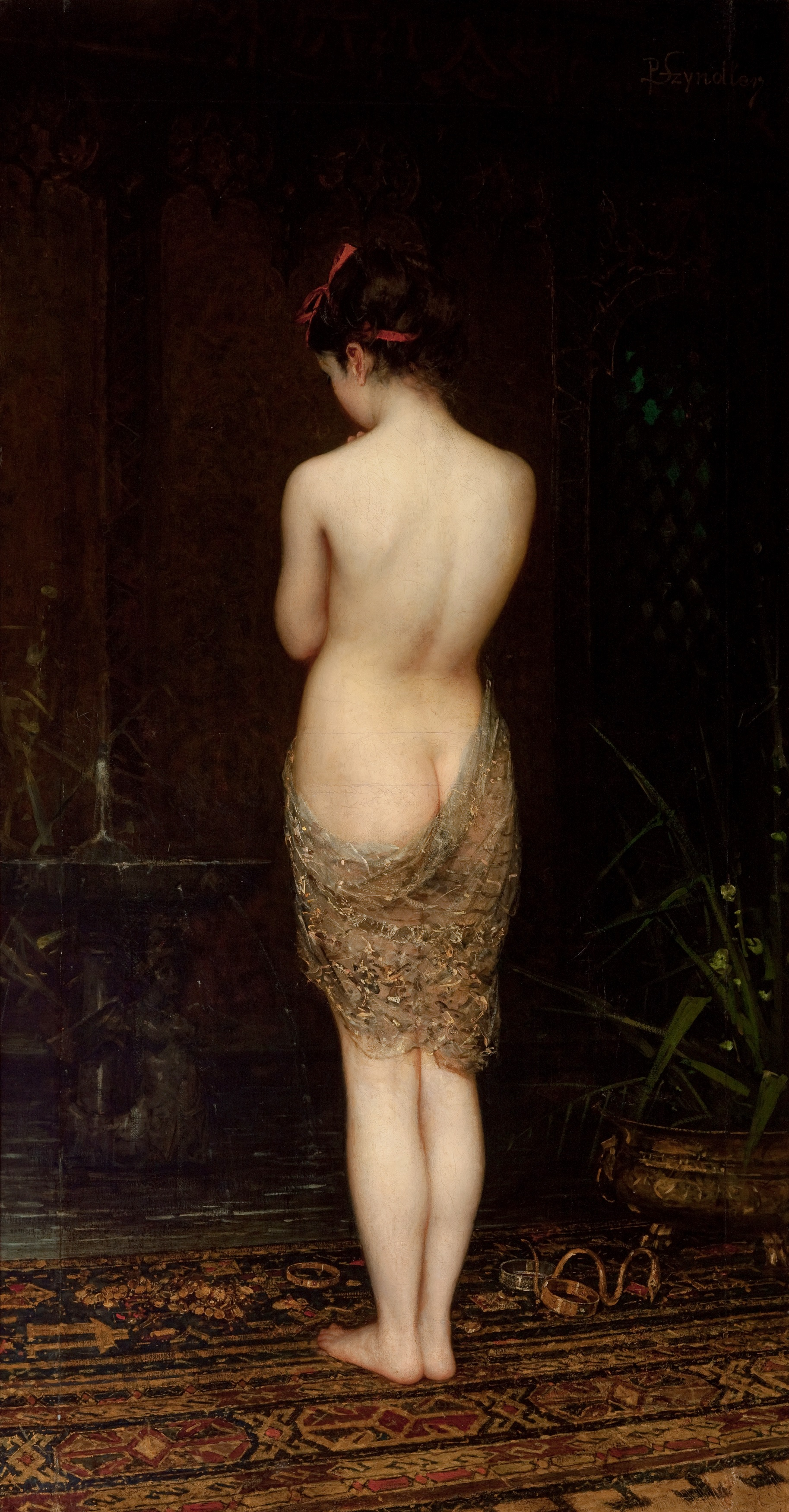
«Купальщица», Панталеон Шиндлер, 1885

Ню (фр. nu — «нагой, обнажённый», от фр. nudité — «нагота, обнажённость») — художественный жанр в скульптуре, живописи, фотографии и кинематографе, изображающий красоту и эстетику обнажённого человеческого тела.

## История жанра

### Предыстория
Первобытное искусство развивается от каменного века, в этот период и возникают первые проявления, которые можно рассматривать как искусство изображения человека.

### Античное искусство

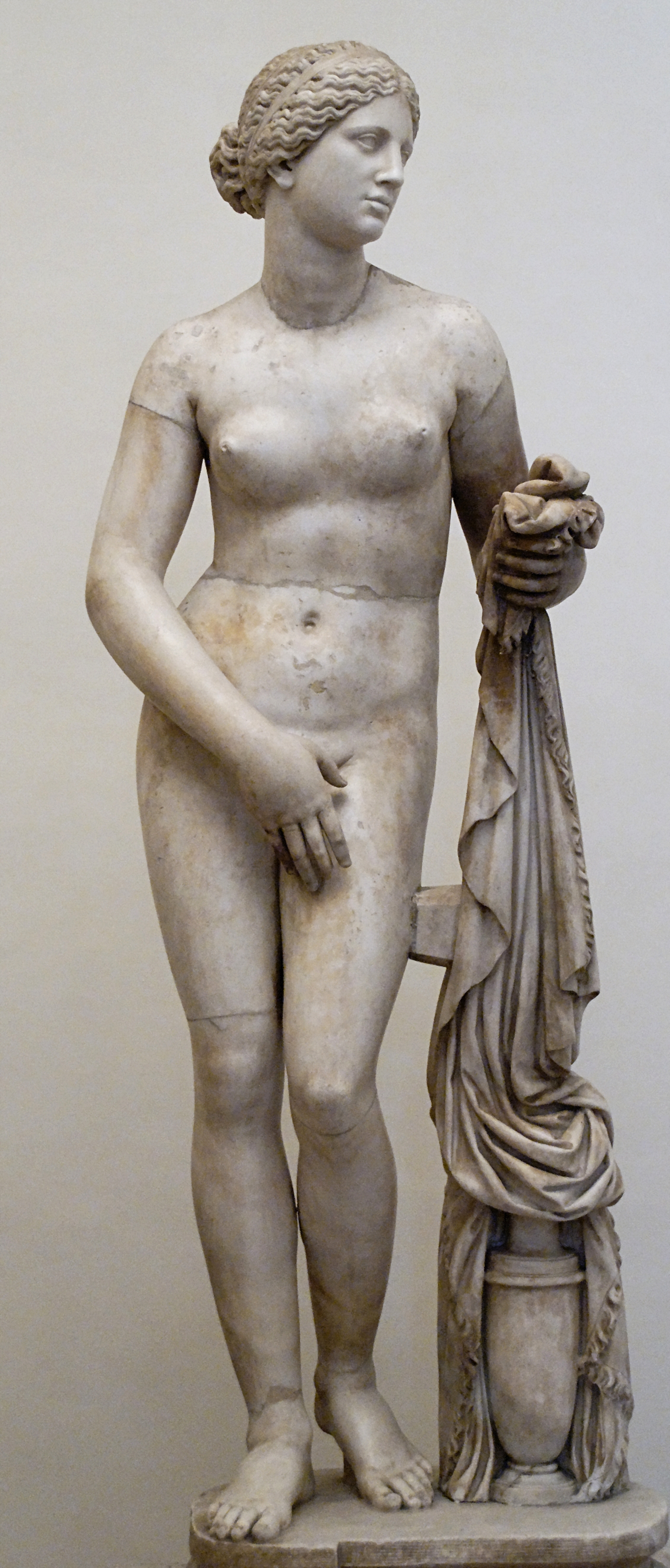
Афродита Книдская (копия)

Самая древняя греческая скульптура относится к раннему бронзовому веку. Изображения человека Кикладской цивилизации представлены в основном стилизованными мужскими фигурами (хотя известно и некоторое количество женских), которые предположительно обнажены.
Суровые условия жизни требовали от человека в первую очередь выносливости. В Древней Греции особое внимание уделялось физическому воспитанию. Состязавшиеся атлеты по сложившемуся в давние времена обычаю выступали обнажёнными. Красота их тел была предметом восхищения множества их поклонников.
В пластике Архаического периода (VII—VI века до н. э.) появляются реалистические статуи, образцами для которых служили египетские изваяния. Основные типы монументальной скульптуры архаики: мужская — курос и женская — кора. Они использовались для изображения спутников богов либо как надгробные памятники, но без попытки придания портретного сходства с умершим. Курос, обнажённый молодой мужчина, почти юноша, олицетворял суровую мужественность, физическую мощь — важнейшие качества для общества, ценившего прежде всего физическое превосходство, от которого зависело его существование.
Как правило, спины этих изваяний пластически более тщательно проработаны, чем передние части. Левая нога куроса, выдвинутая вперёд, — так впервые художники пытались изобразить человека в движении, — для сохранения строго фронтального положения фигуры, выполнялась несколько длиннее правой. Самые древние куросы уступают в непринуждённости своим прототипам — египетским статуям. Со временем греческие мужские изваяния эволюционировали, приближаясь к европейскому пониманию красоты, которое остаётся практически неизменным до настоящего времени.
В отличие от мужской фигуры, кора всегда одета, лишь драпировка её платья очерчивает грудь. Черты лица неотличимы от лица мужчины, так же, как и он, она улыбается загадочной архаической улыбкой. Однако у девушки более сложная причёска и богатые ювелирные украшения. Её назначение, прежде всего, — указание на статус заказчика вотивной скульптуры. Неизвестно ни одного скульптурного изображения обнажённой женщины VI века до н. э., а в V веке их было совсем немного. В то время как мужская нагота была обычной во время занятий спортом, а молодые люди ходили лишь в коротких накидках, греческие женщины были закутаны с головы до ног. Свою роль сыграла и поэтизация любви двух молодых мужчин друг к другу, любовь же между представителями противоположных полов считалась менее благородной. Однако греческие скульпторы преуспели в изображении женского тела под тонкой драпировкой, не столько скрывающей, сколько подчёркивающей его красоту.
Интерес философов собственно к человеку, появившийся в V веке до н. э., повлиял и на развитие скульптуры той эпохи. Художники создавали свои произведения, базируясь на наблюдениях за живым человеком, моделью. Скульптура обрела бо́льшую свободу, формы тела передавались более реалистично, а движение становится непринуждённым. По мнению Кеннета Кларка, именно в V веке до н. э. греки создали новую художественную форму — изображение обнажённого тела.
В эпоху эллинизма изменяется идеал красоты. В изображениях обнажённых мужчин проявляется не стремление к прославлению физической силы, а любование совершенным телом. Пропорции фигур делаются более стройными. Ощущение чувственности, которое производят мраморные статуи, усиливается новым способом обработки материала, придающим гладкость и блеск его поверхности.
Перемены коснулись и женской скульптуры. Самым ранним изваянием обнажённого женского тела считается (что не совсем точно) Афродита Книдская Праксителя (около 350 года до н. э.). До V века богини изображались только одетыми, видимо, по сложившейся за многие века традиции, а древние изваяния обнажённой Афродиты — следствие восточных влияний. Так, стройная девушка, тело которой образует ручку зеркала, хранящегося в Мюнхене, своим сложением напоминает скорее египетские статуэтки и далека от классической греческой скульптуры. Статуя девушки, заплетающей волосы (V век до н. э.), известна по двум мраморным репликам — Венере Эсквилинской из Капитолийских музеев и луврскому торсу. Её пропорции приближаются к тому классическому идеалу, который господствовал в изобразительном искусстве до конца XIX века.

### Средневековье
Кларк отмечает труднообъяснимый существенный временной разрыв в бытовании в Италии и Греции обнажённой натуры «между нереидами с позднеримских изделий из серебра и золотыми дверями Гиберти», от этого периода осталось не так много образцов подобных произведений. Нагота, перестав быть предметом культа, ушла из искусства, но это случилось, по крайней мере, за век до распространения христианства. В Византии, считающейся преемницей Греции, не развивалось это направление изобразительного искусства, однако обнажённое тело не вызывало отторжения. Об этом свидетельствует история изваяния Афродиты Книдской, попавшего в Константинополь. Как сообщает Феодосий, император Константин Багрянородный очень ценил эту скульптуру.

### Возрождение

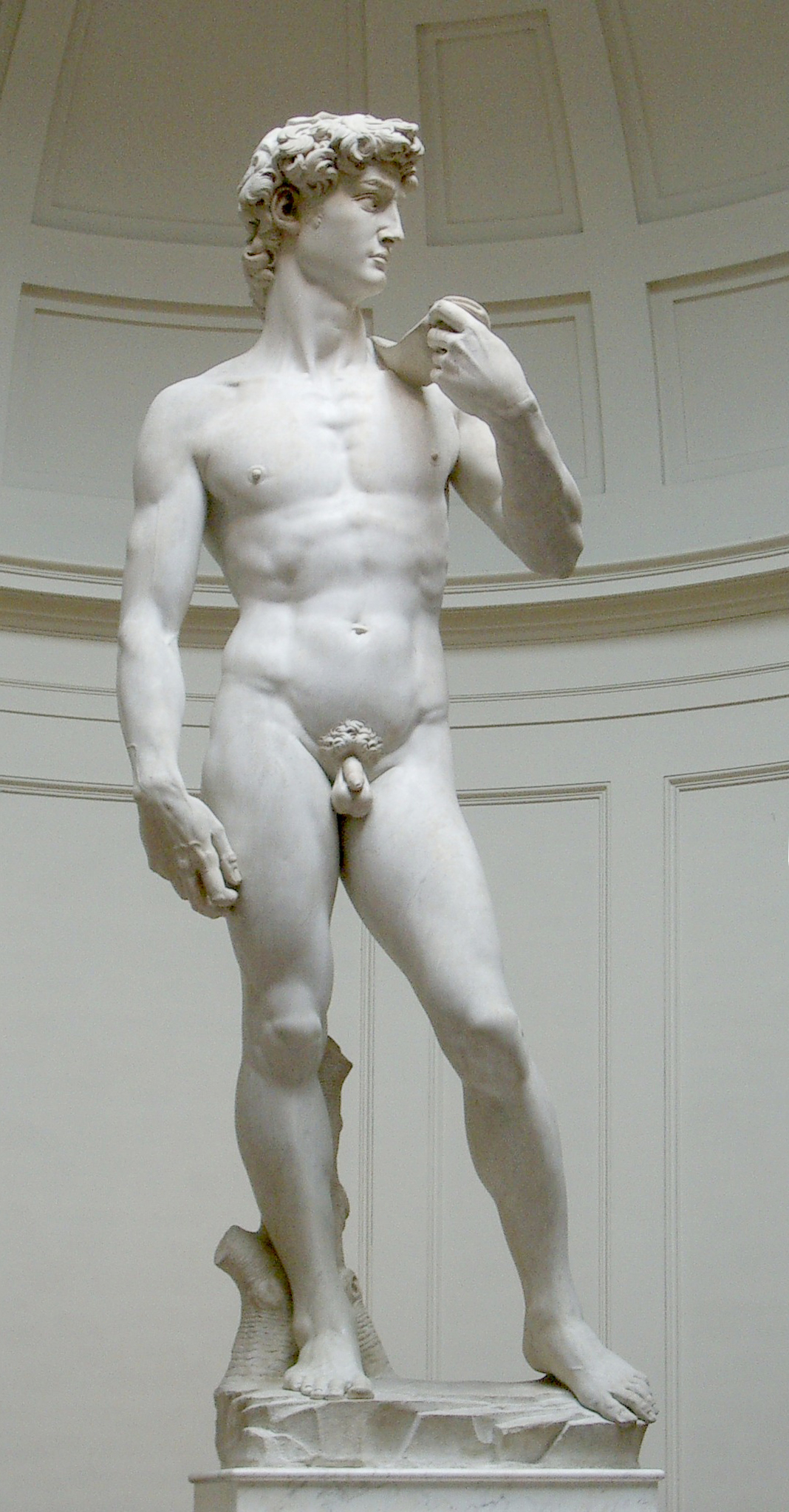
«Давид», Микеланджело, (1501—1504)

В эпоху Возрождения, с его стремлением к античным образам, обнажённое тело человека стало универсальным средством для олицетворения любой идеи.
Первые изображения были ограничены рамками мифологических, аллегорических, исторических и бытовых образов. Джорджоне, Тициан, Корреджо и другие художники этой эпохи воплощали в своём творчестве идеальные представления о женской красоте, при этом часто добавляя философско-поэтические оттенки.

### Барокко
Для стиля барокко были характерны уже более пышные формы, а также жизненная прелесть юной цветущей красоты. Произведения в этом стиле говорят о чувственном, полнокровном восприятии мира. Одним из самых заметных представителей ню в стиле барокко является Питер Пауль Рубенс.

### Рококо
В XVIII веке ню появляется уже в образах рококо. В картинах появляются утонченно-грациозные, кокетливые, проникнутые чувственностью образы (Франсуа Буше).

### Новое время

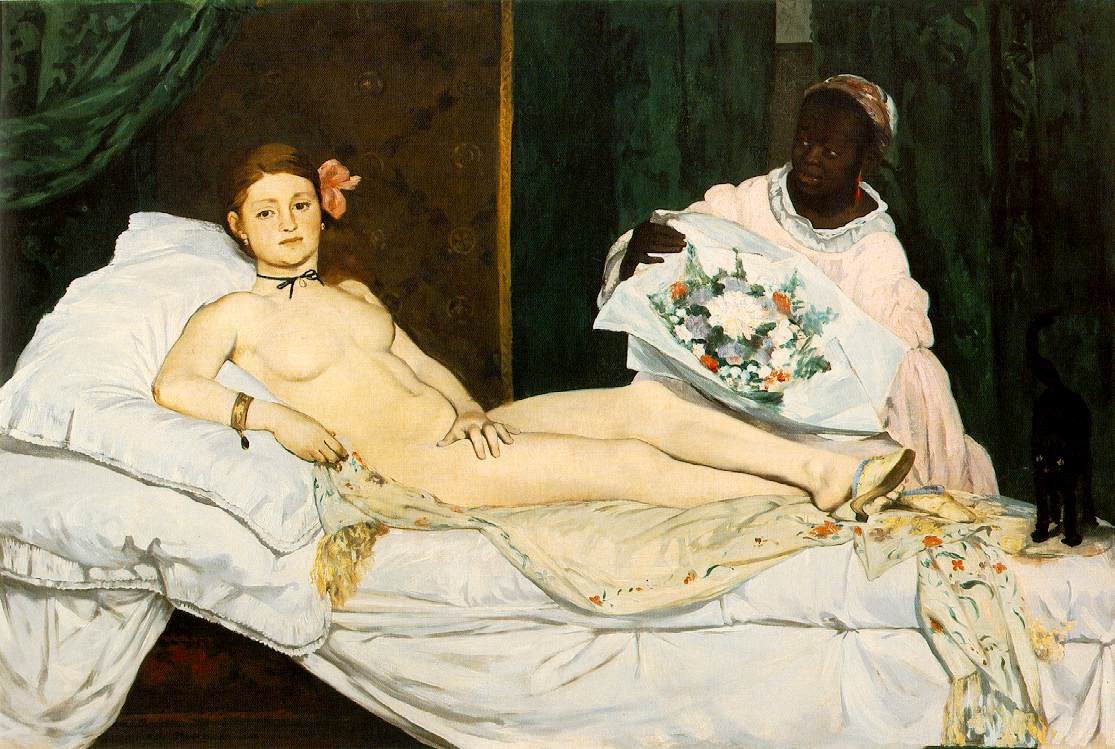
Олимпия французского импрессиониста Эдуарда Мане, 1863

Во времена классицизма художники пытались вернуть античные каноны красоты (Жак-Луи Давид, «Источник» Энгра, 1820—1856). Начиная с середины XIX века ряд живописцев салонного направления (Вильям Бугро и др.) использовали «ню» для создания эклектических произведений, позднее признанных слащавыми.
Нагота в контексте мифа, воплощённая в произведениях искусства, имела право демонстрироваться публично. В то же время изображение мужской наготы вызывало протесты. Так, в 1870 году организаторы выставки Общества английских акварелистов потребовали снять акварель Бёрн-Джонса «Филлида и Демофонт», сочтя наготу Демофонта неуместной. Демифологизация, связь наготы с повседневной жизнью рассматривалась как нарушение общественной нравственности. Этим объясняется тот приём, который встретили у публики в 1863 году картины Эдуарда Мане «Олимпия» и «Завтрак на траве». Лишь спустя почти сорок лет, перестав восприниматься как часть повседневности, «мифологизировавшись» в свою очередь, «Олимпия» получила место в залах Лувра.
В начале XX века жанр «ню» появился и в театре: «Ассоциация идеальной культуры» Ольги Десмонд организовывала «вечера красоты», на которых обнажённая Ольга исполняла живые картины, представляя ожившую статую Венеры и т. п. В 1908 году она впервые представила обнажённую натуру на русской сцене, дав единственное выступление в Санкт-Петербурге — из-за последовавшего скандала остальные были запрещены городскими властями.
Попытку воплощения жанра «ню» в монументальном искусстве представляет проект реконструкции Казанского вокзала.  Серия панно, изображающих народы Востока, должна была украсить зал ресторана для пассажиров 1-2 классов. Замысел реализован не был, но сохранились эскизы (в том числе работы Зинаиды Серебряковой в Третьяковской галерее).
В XX веке с его раскрепощением в одежде жанр «ню» в живописи постепенно начал исчерпывать себя, поэтому живописцы активно занялись поисками новых художественных средств выражения.
Пристальный интерес и острые споры вызвала картина Аркадия Пластова «Весна» в 1954 году, впервые после длительного времени показавшая обнажённое тело на Всесоюзной художественной выставке.

## Иконография
Ню долгие времена было вынуждено проявляться через мифологический или религиозный контекст, поскольку любое обнажение было вызывающим. Иконографическими источниками являются тексты греко-римских классических авторов (Гомер, Тит Ливий, Овидий) — для мифологии, и Библия (Ветхий и Новый Завет) — для религии.
Наиболее часто встречающимися темами с обнажённой натурой в западной иконографии являются:

Рождение Венеры
Сандро Ботичелли, Уффици, Флоренция (1485)
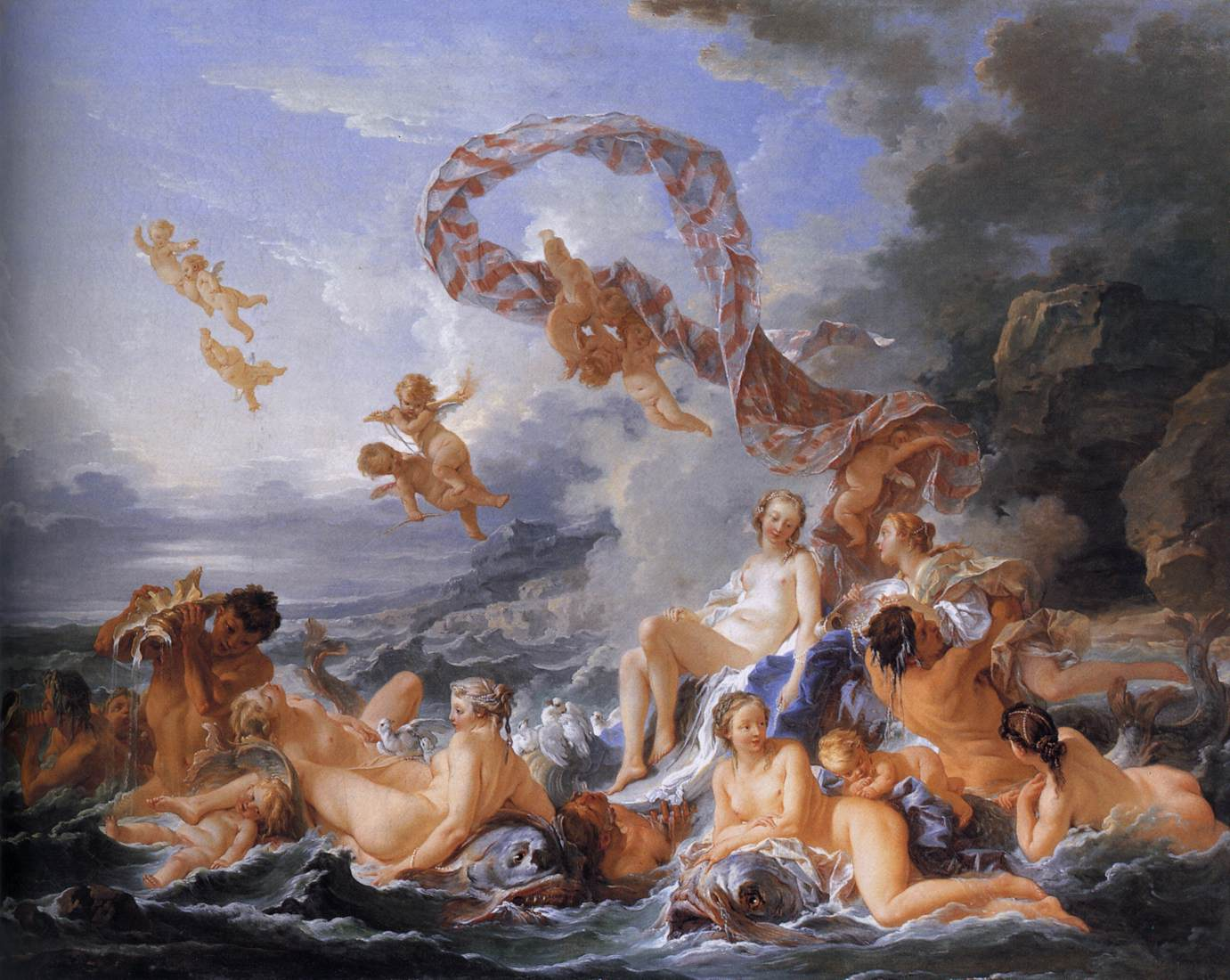
Буше, Франсуа, Национальный музей Швеции (1740)
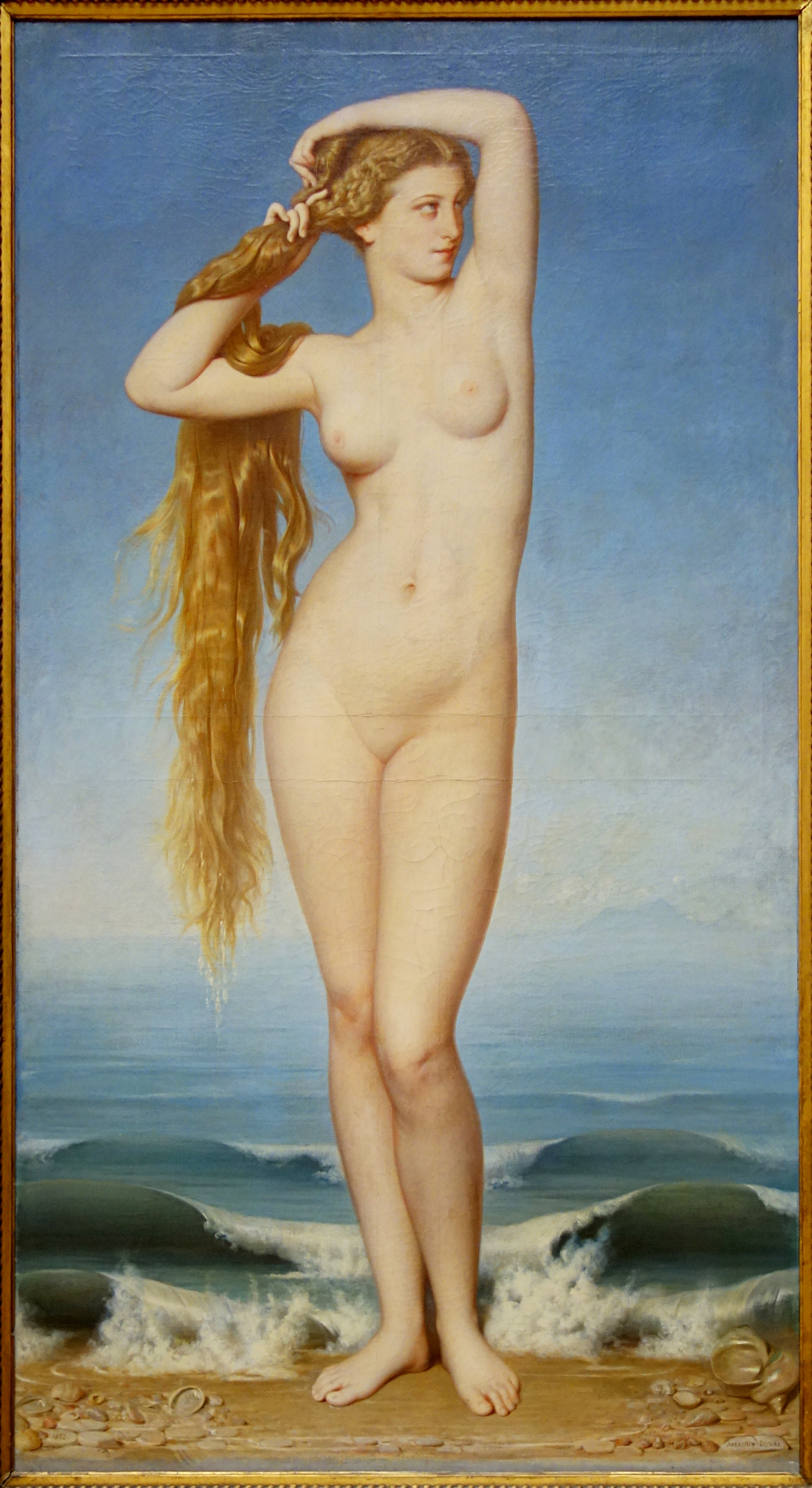
Амори Дюваль, Дворец изящных искусств (Лилль) (1862)
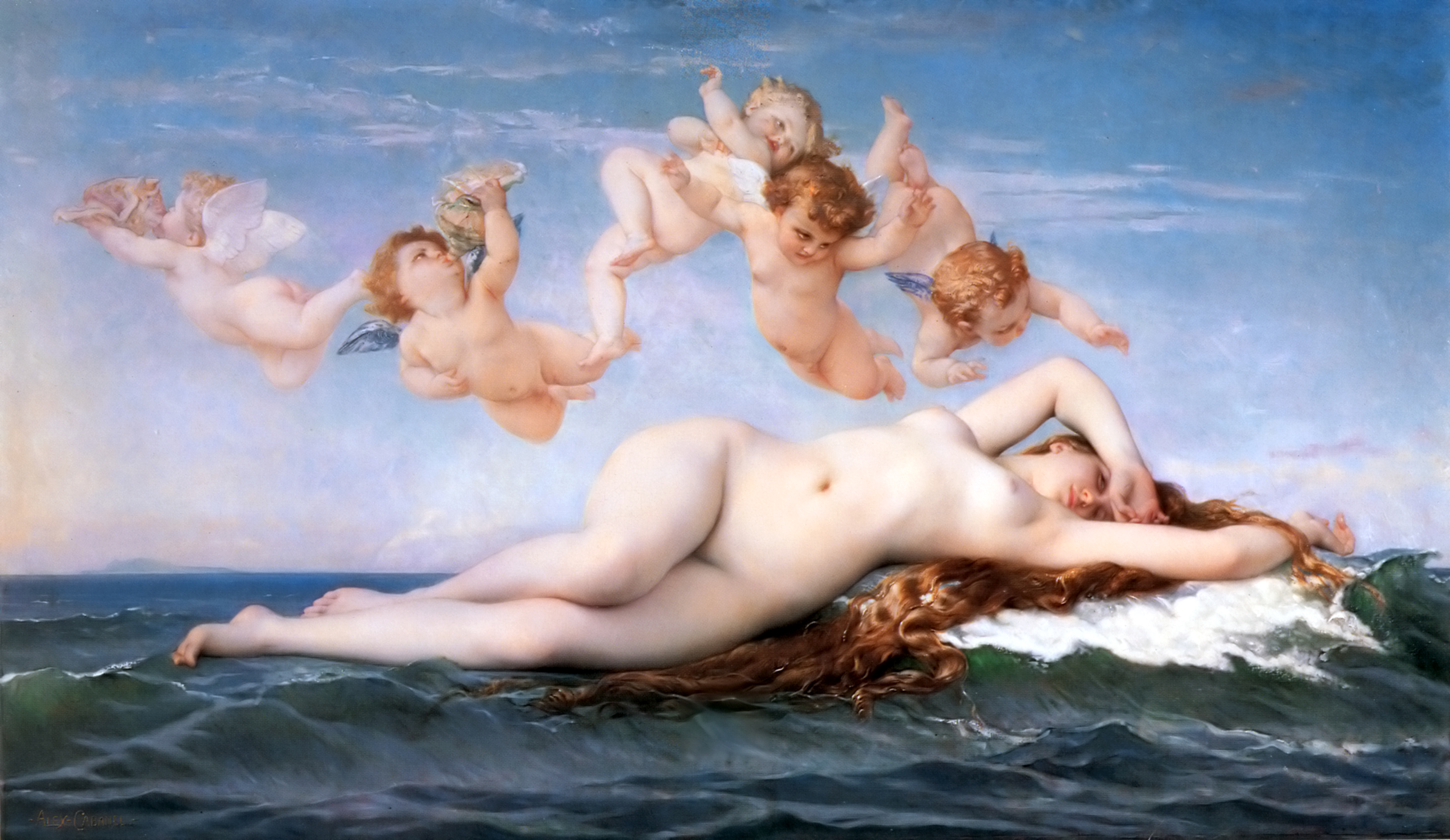
Кабанель, Александр, Метрополитен-музей, Нью-Йорк (1863)
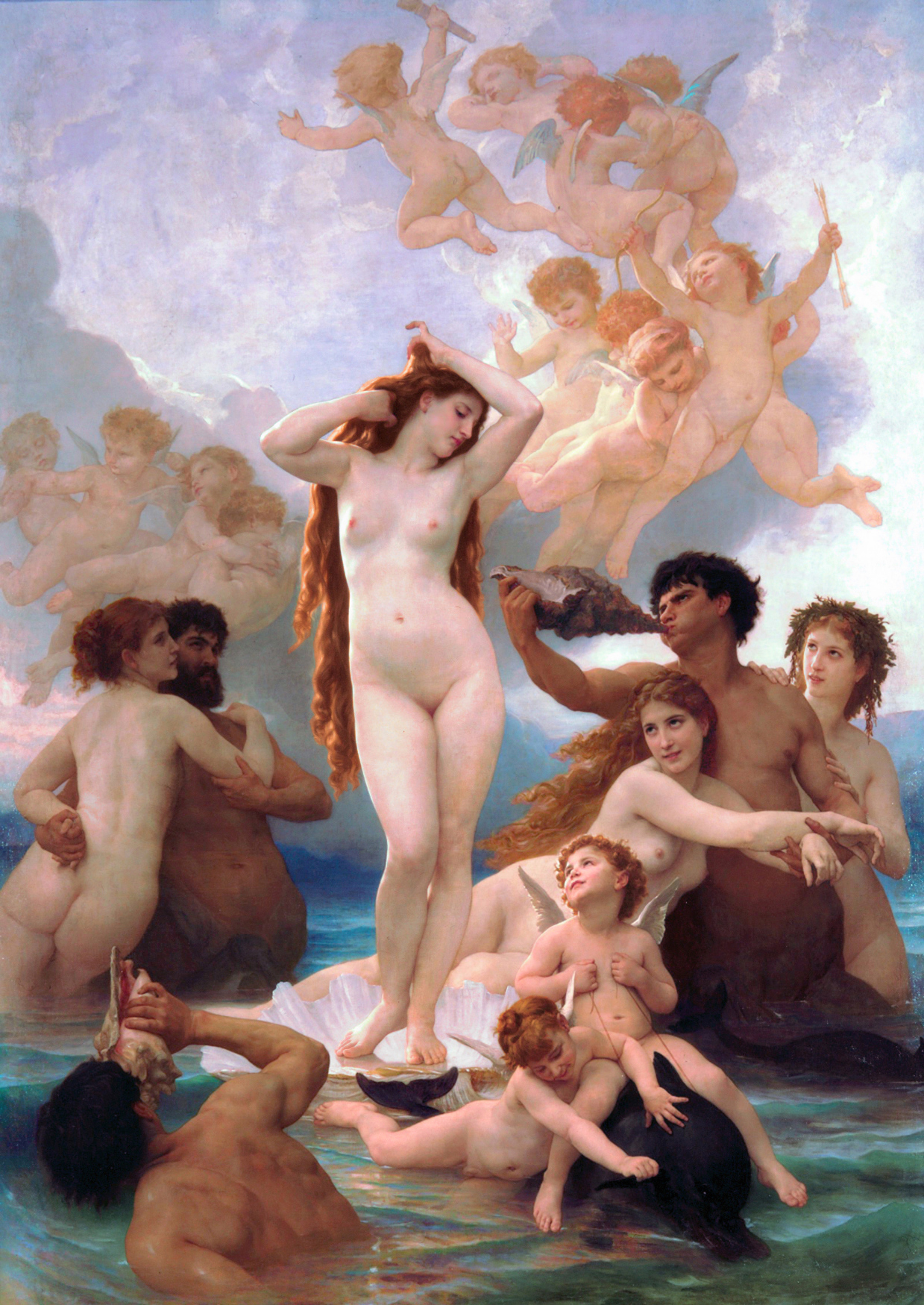
Бугро, Виллиам, Музей Орсе, Париж (1879)

Три грации
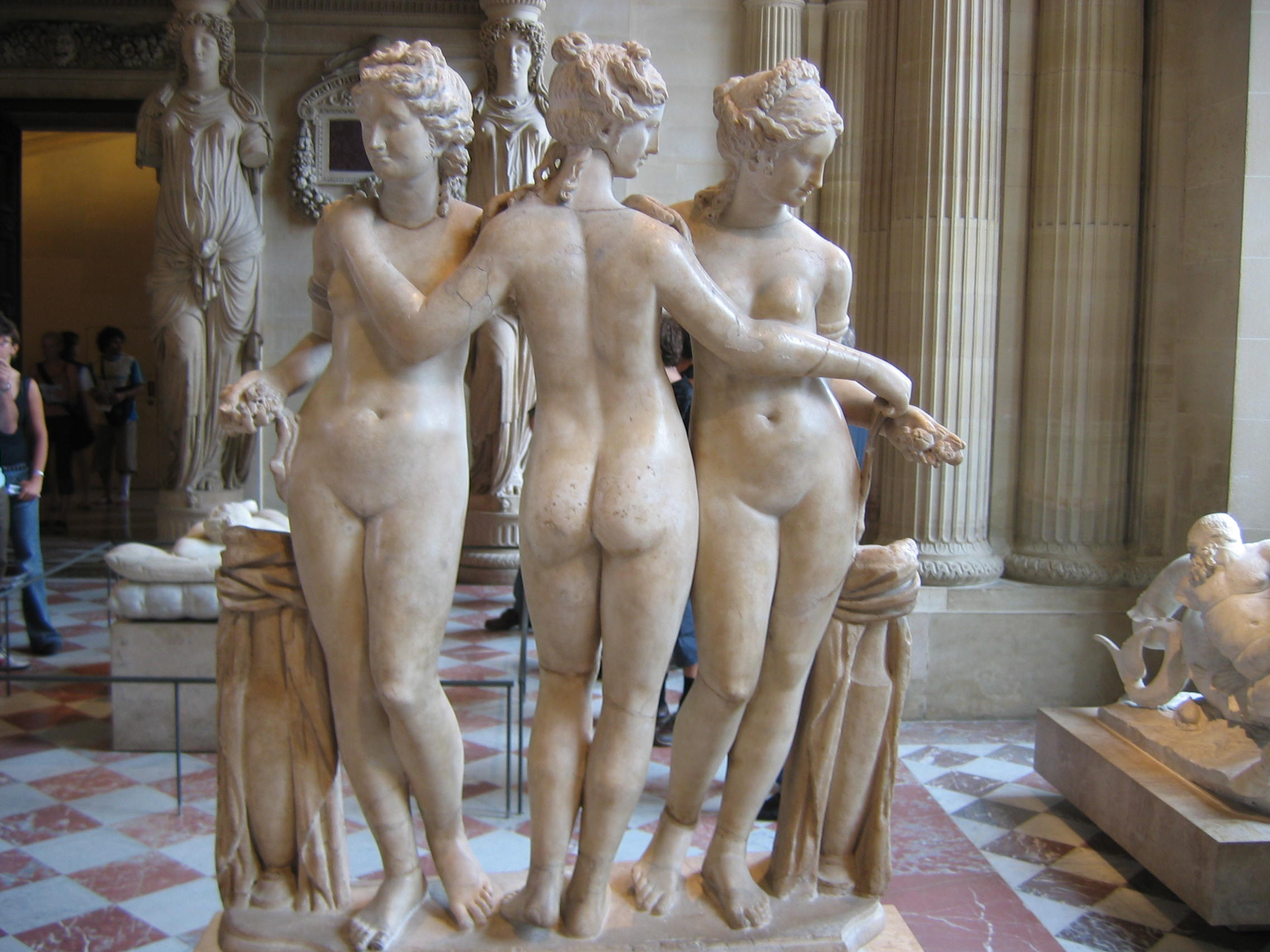
Римская копия (II в. ?) с греческого оригинала
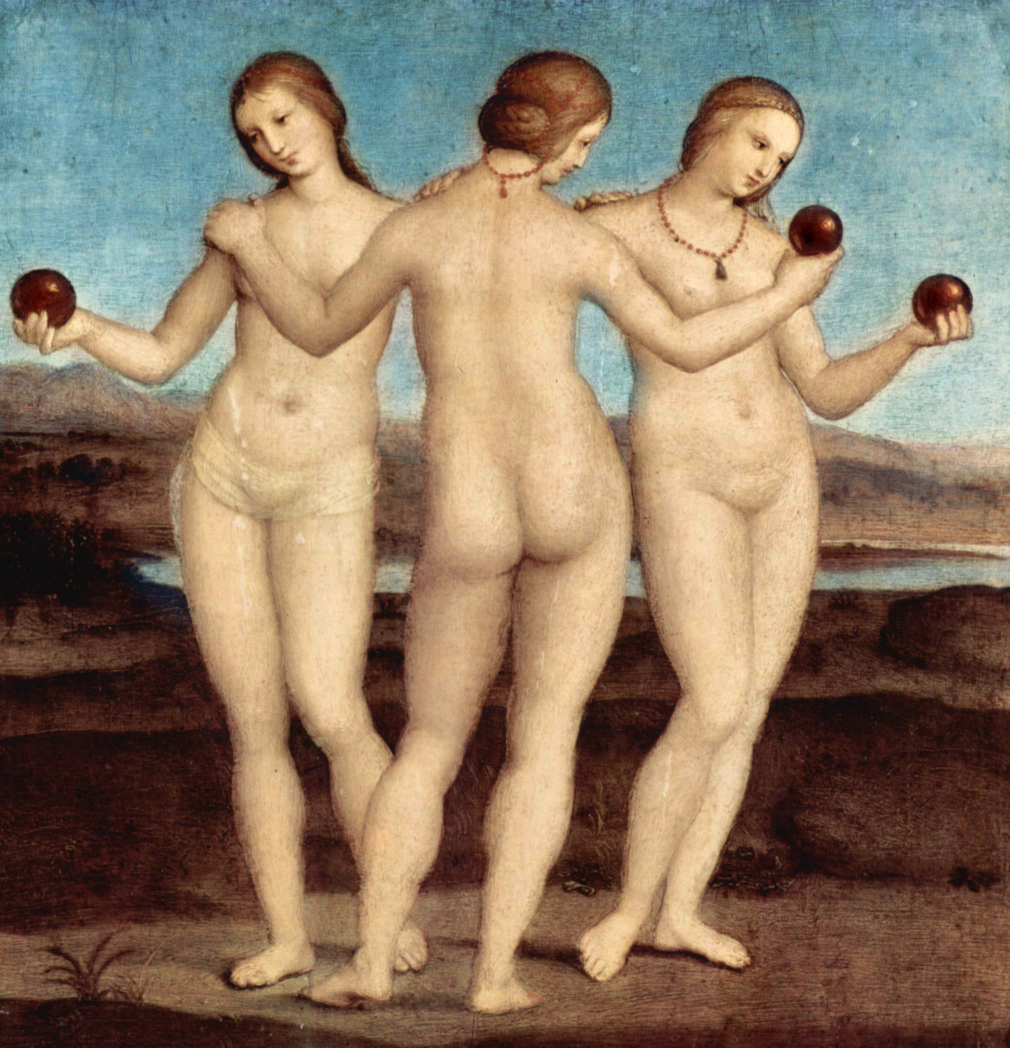
Рафаэль, Музей Конде в Шантийи (1504)
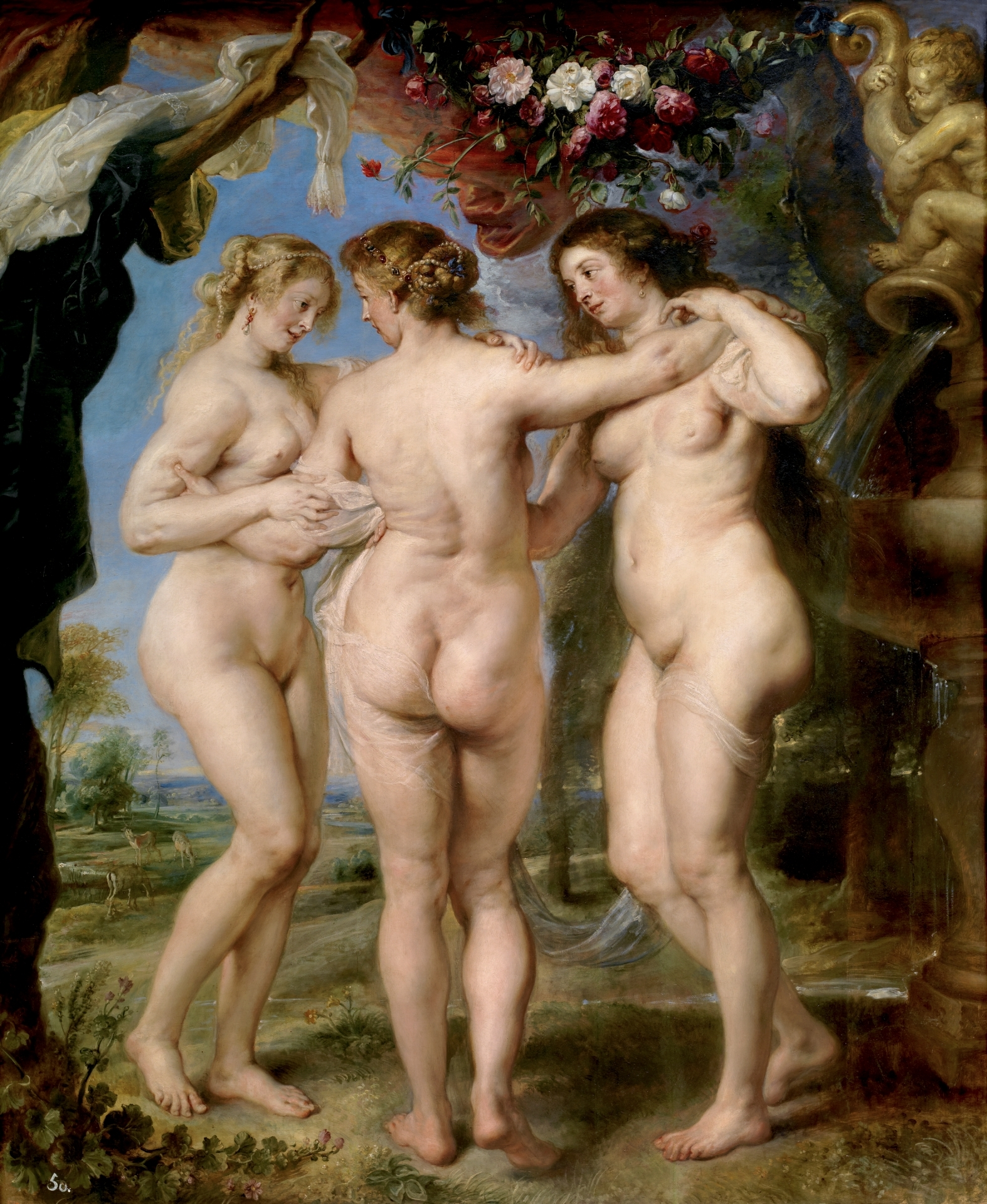
Рубенс, Музей Прадо (1636—1639)
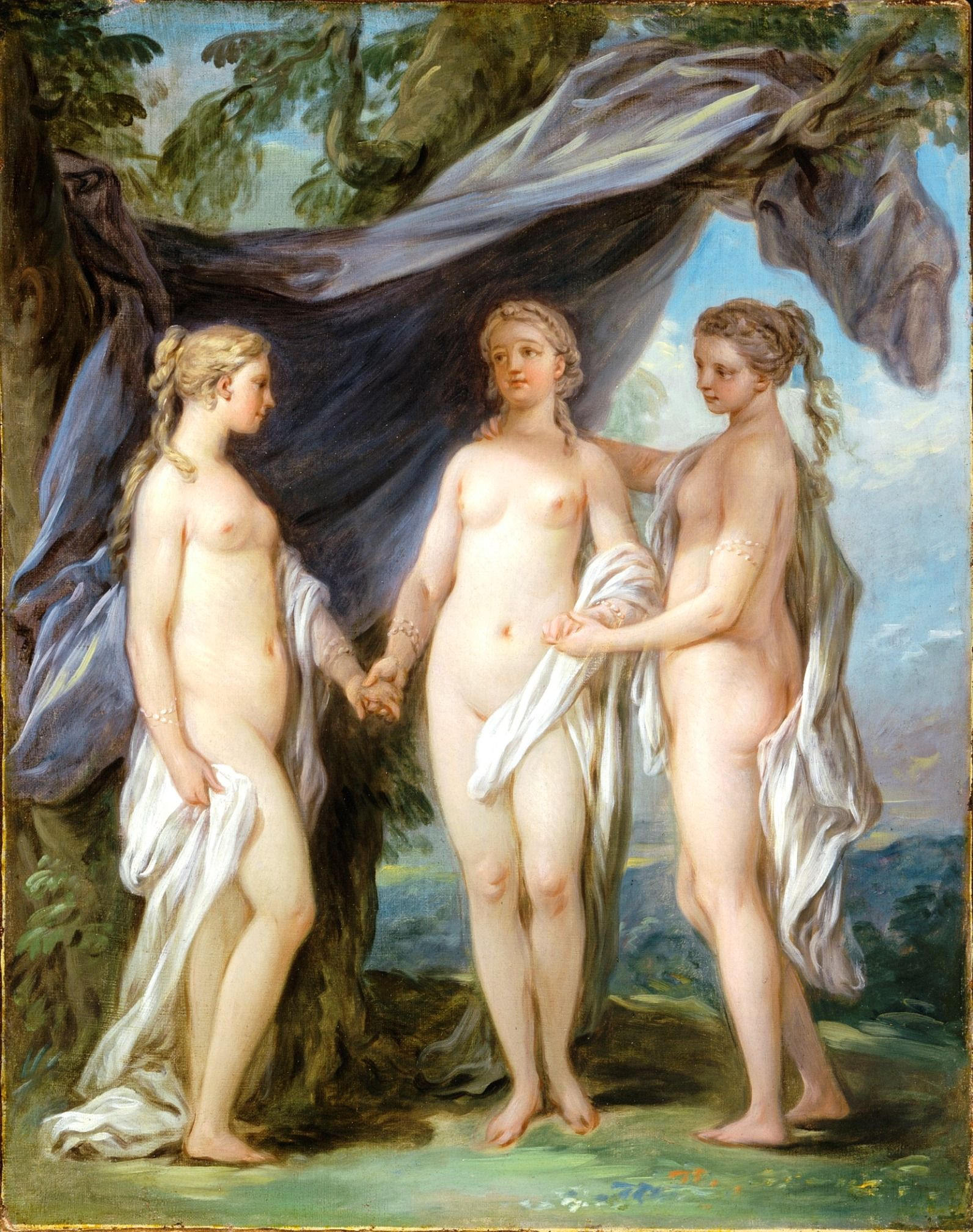
Шарль Андре Ван Лоо, Музей искусств округа Лос-Анджелес (1763)
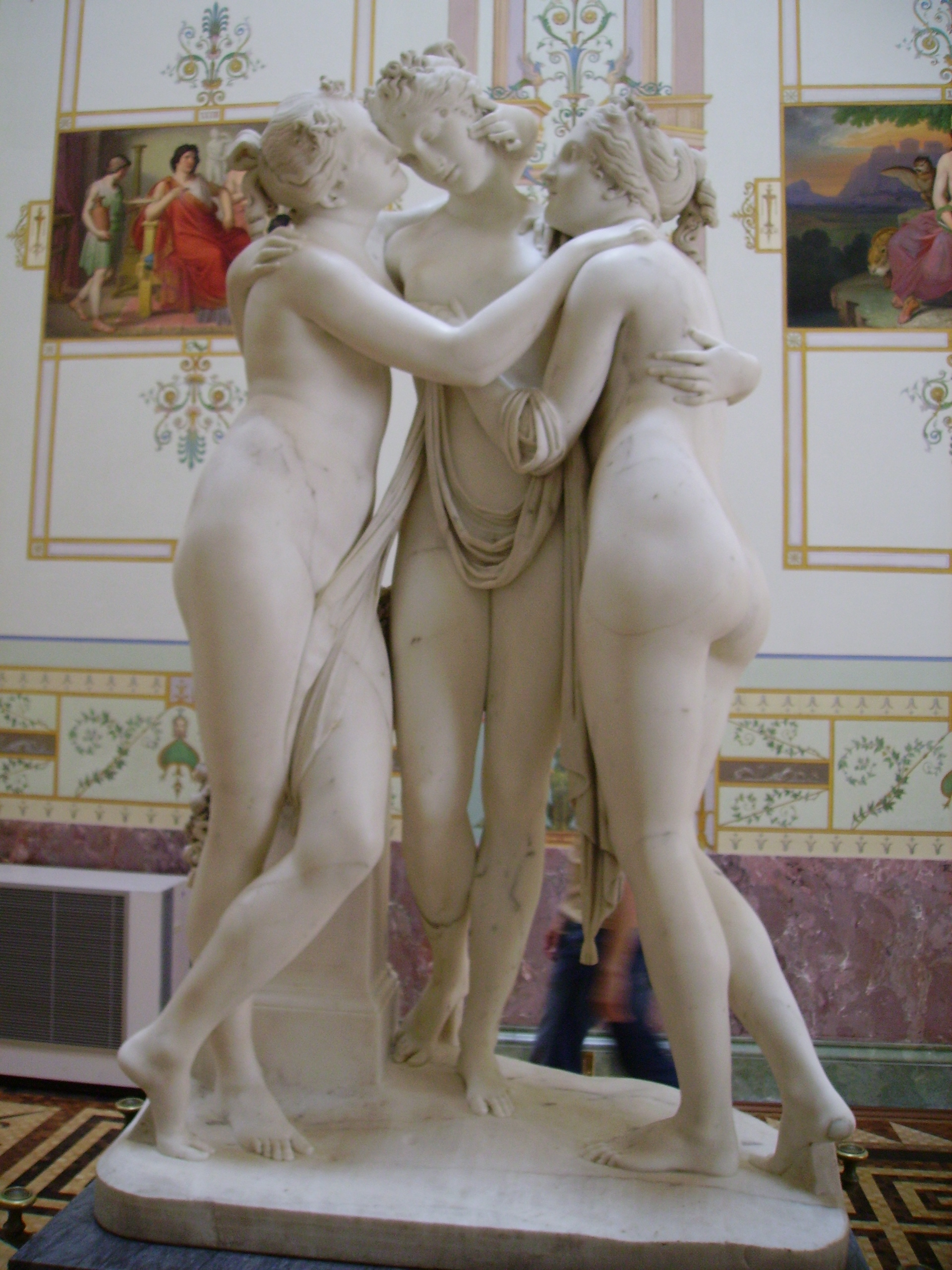
Антонио Канова, Эрмитаж, Санкт-Петербург (1814-1817)

Леда и лебедь
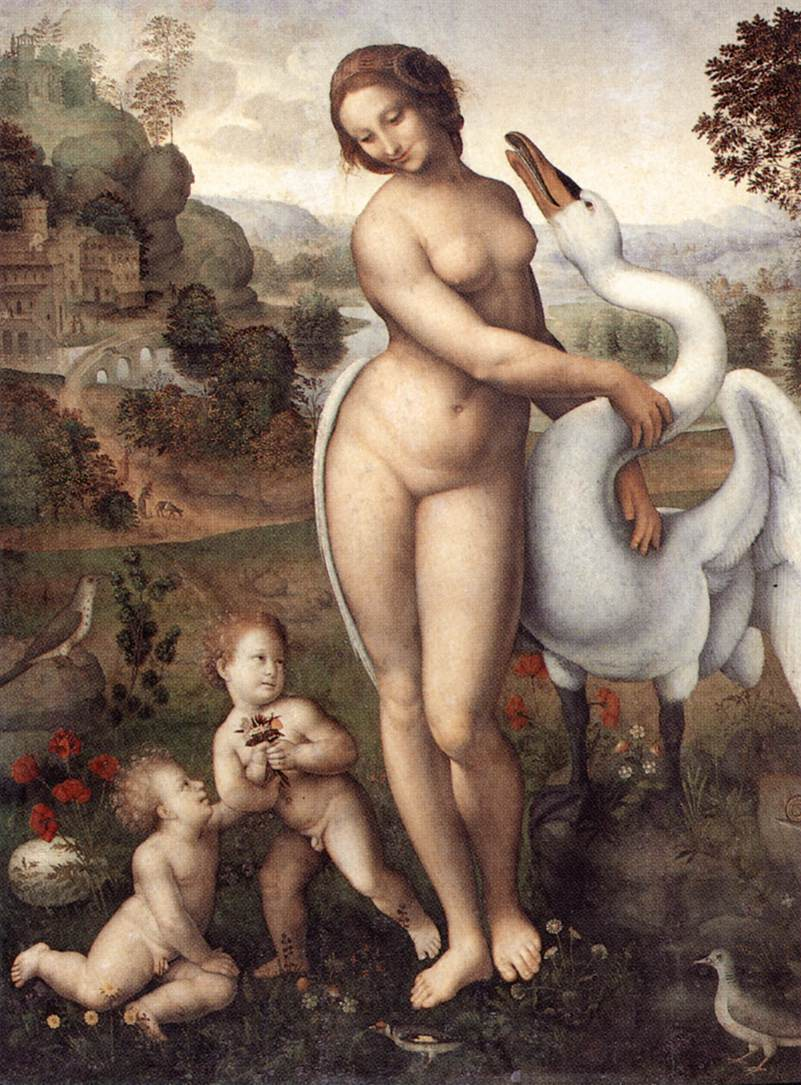
Леонардо да Винчи, Галерея Боргезе, Рим (1504—1506)
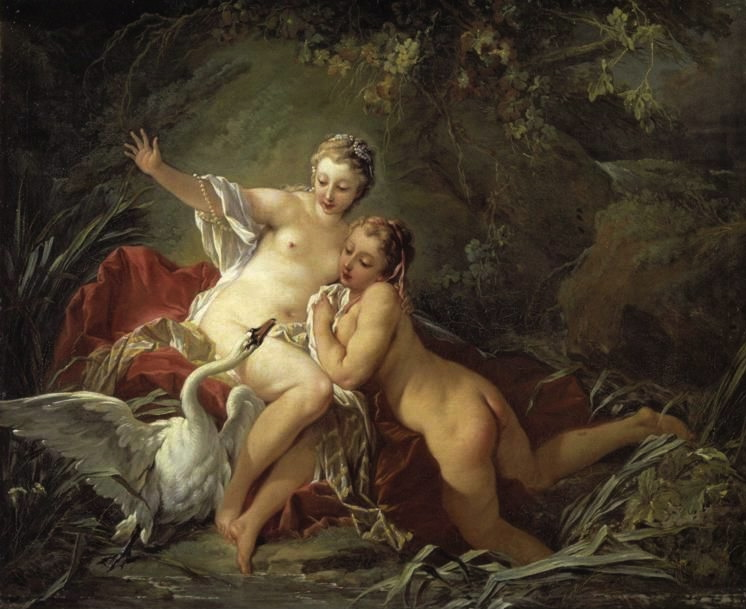
Франсуа Буше, Национальный музей Швеции (1742)
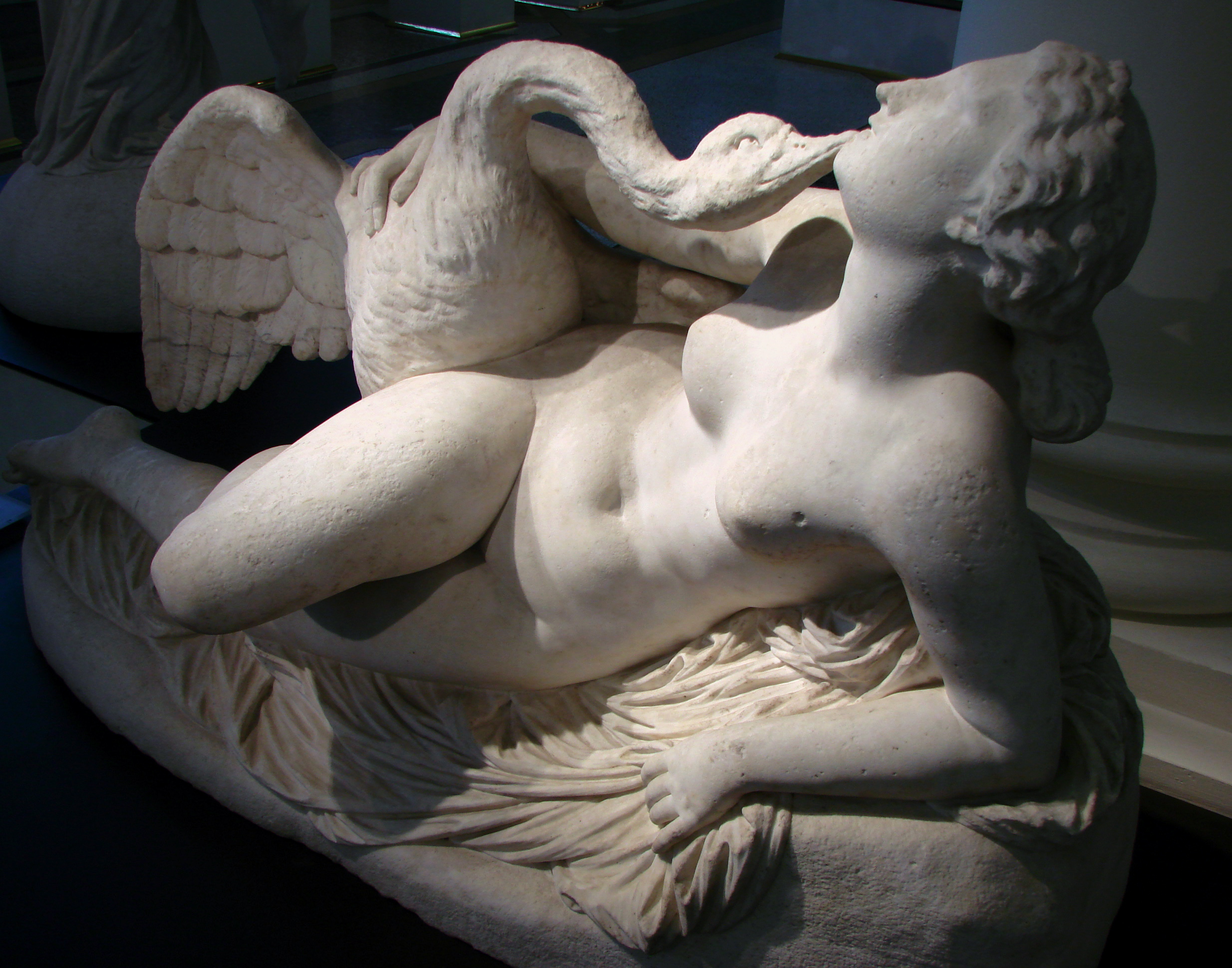
Огюст Клезенже, Музей Пикардии, Амьен (1864)
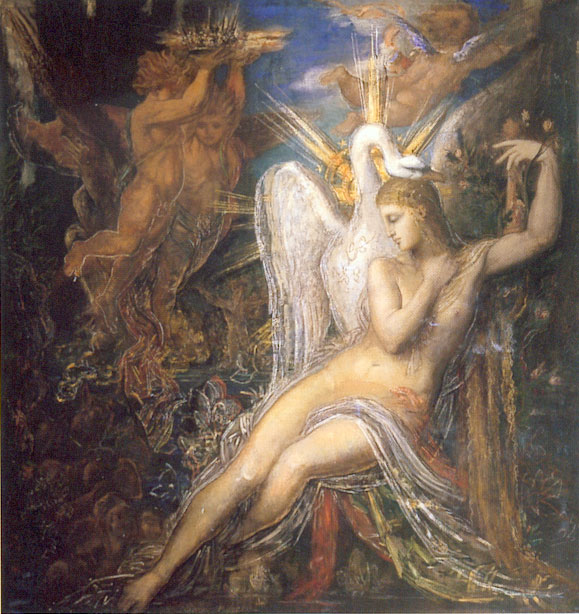
Густав Моро, Музей Густава Моро, Париж (1865-1875)
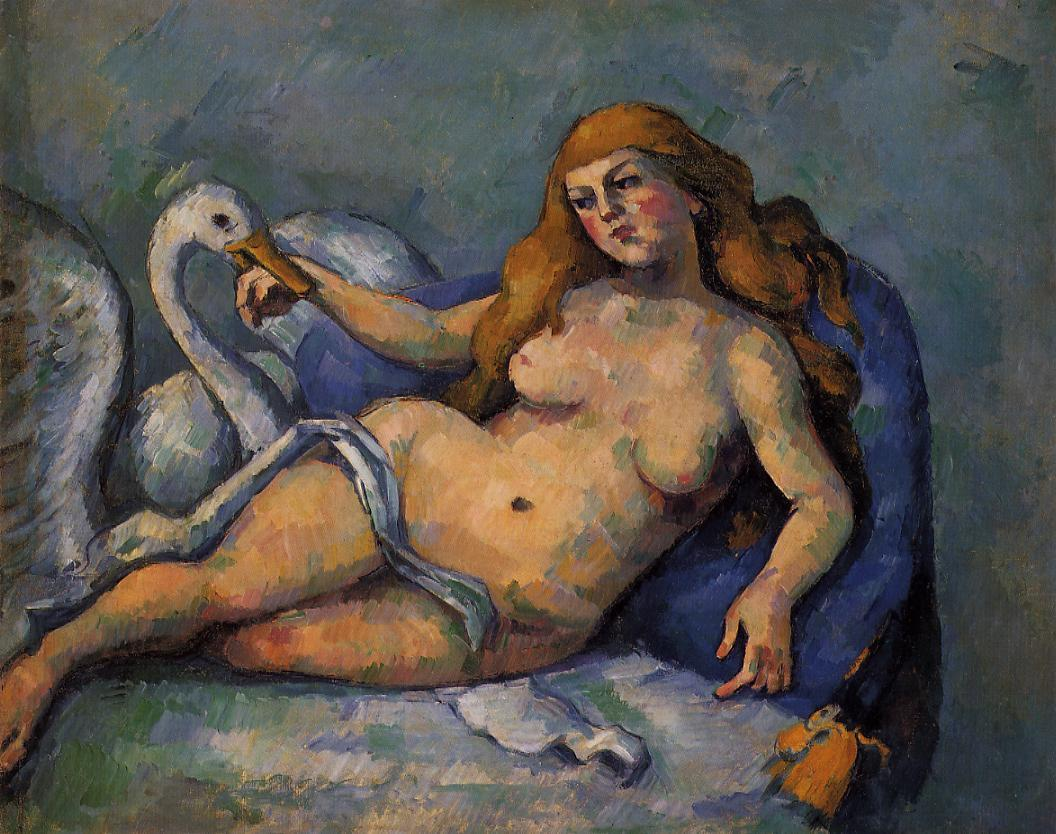
Сезанн, Фонд Барнса, Мэрион, Пенсильвания (1880-1882)

Адам и Ева
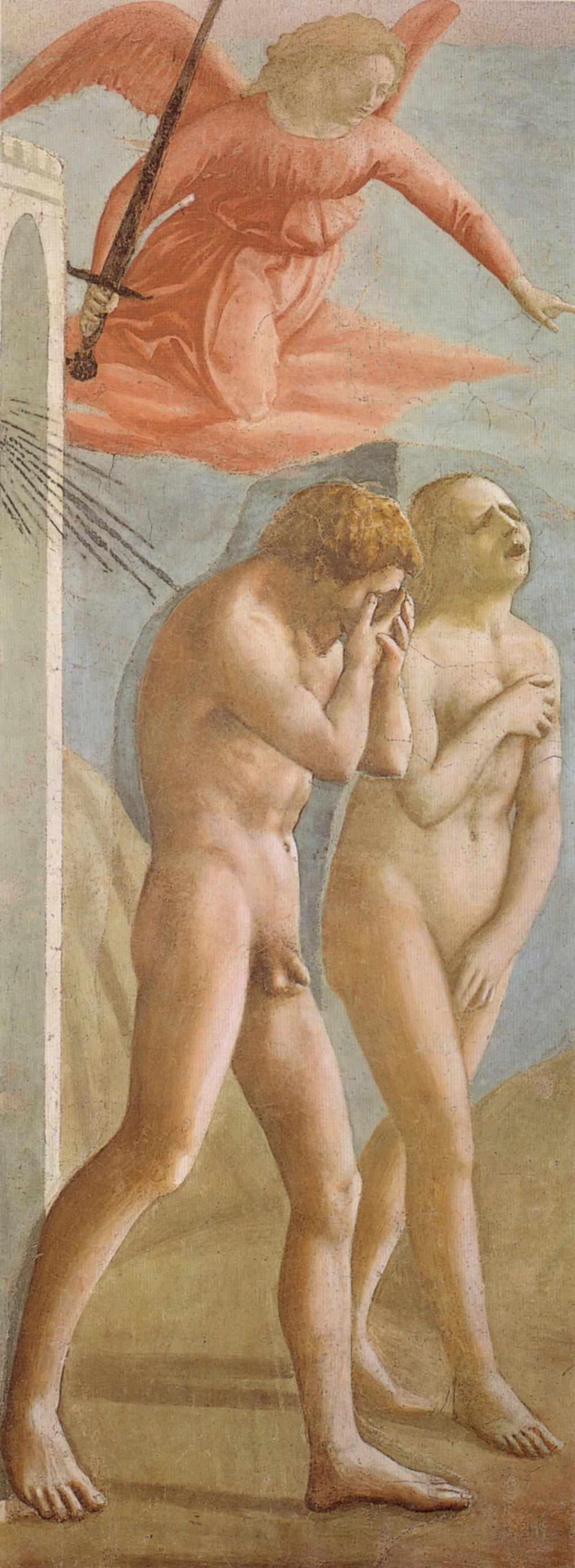
Мазаччо, Капелла Бранкаччи, Санта-Мария-дель-Кармине, Флоренция (1425-1428)
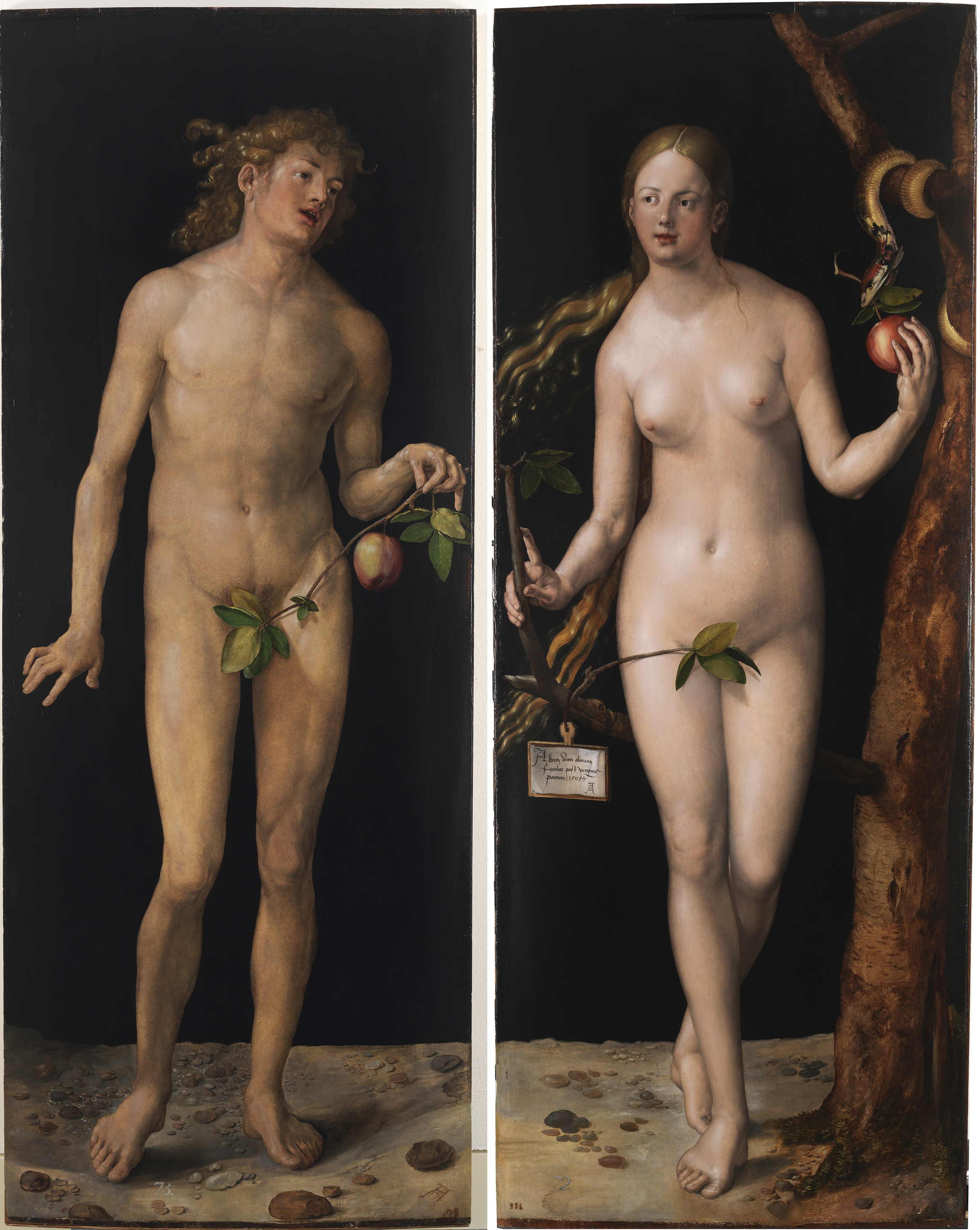
Альбрехт Дюрер, Музей Прадо, Мадрид (1507)
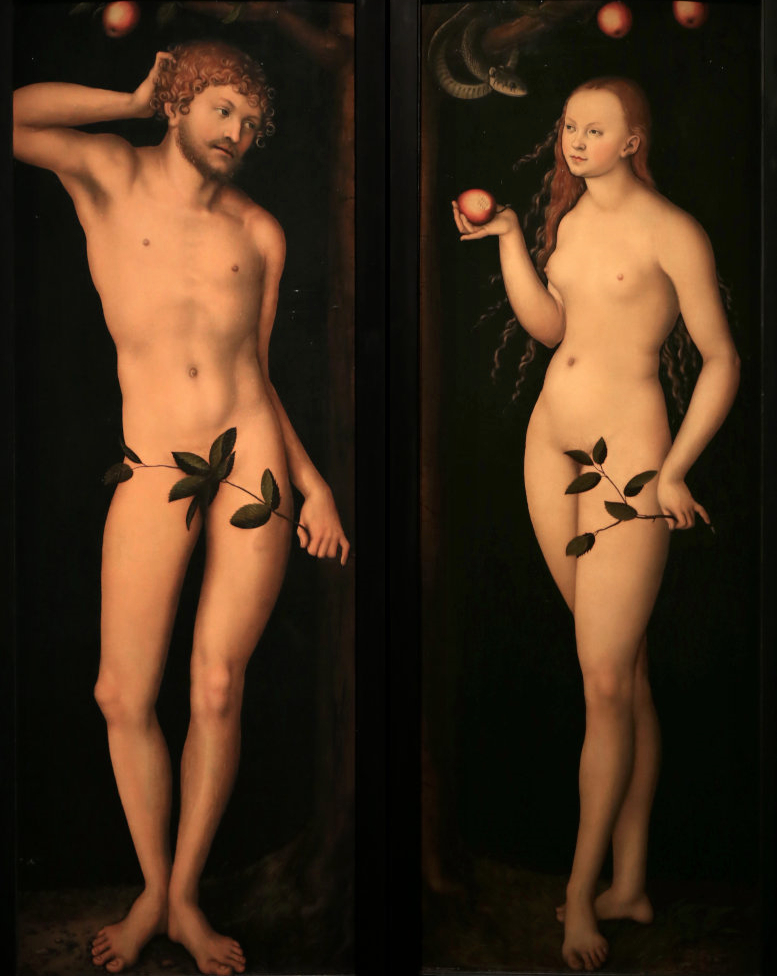
Лукас Кранах Старший, Уффици, Флоренция (1528)
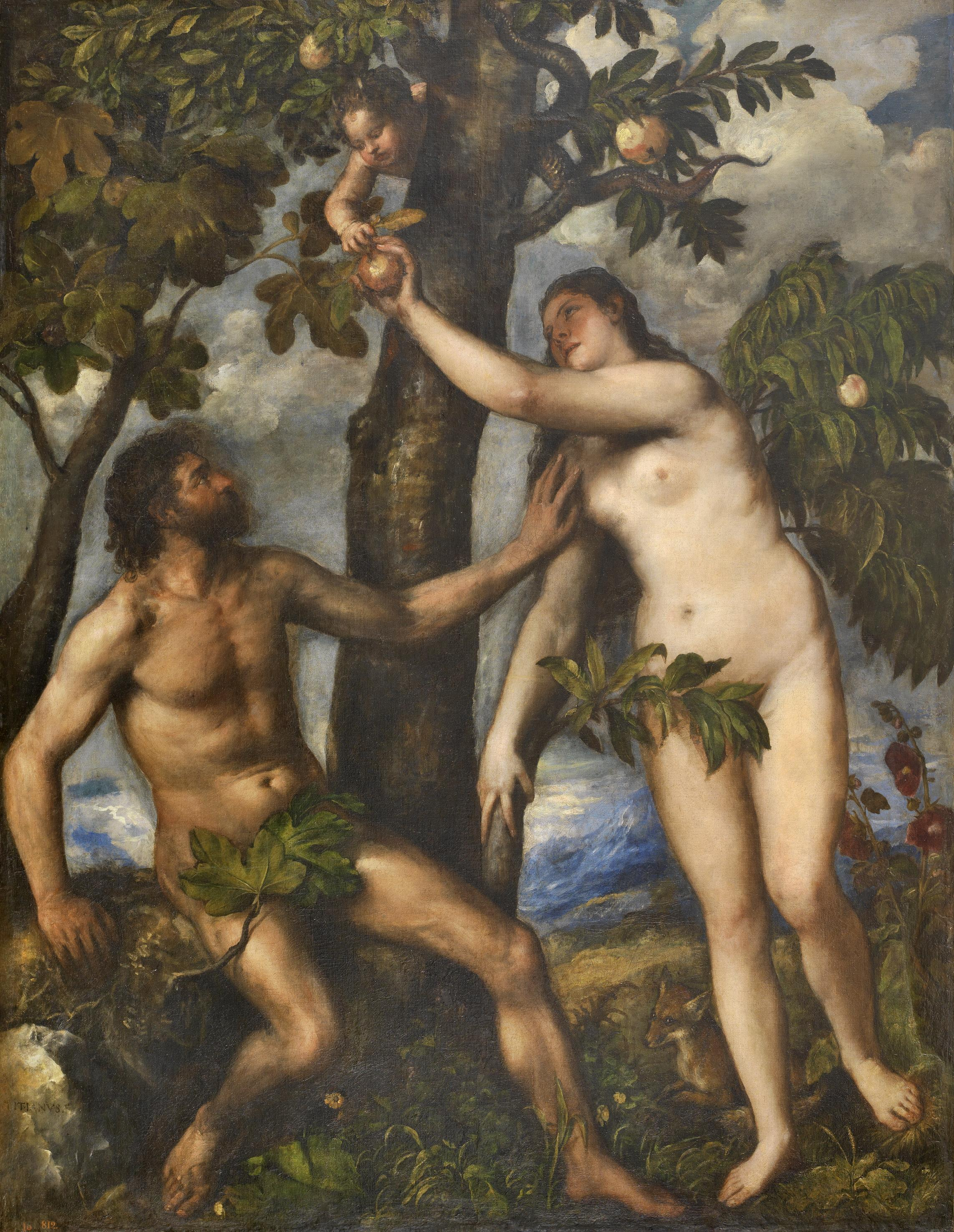
Тициан, Музей Прадо, Мадрид (1550)
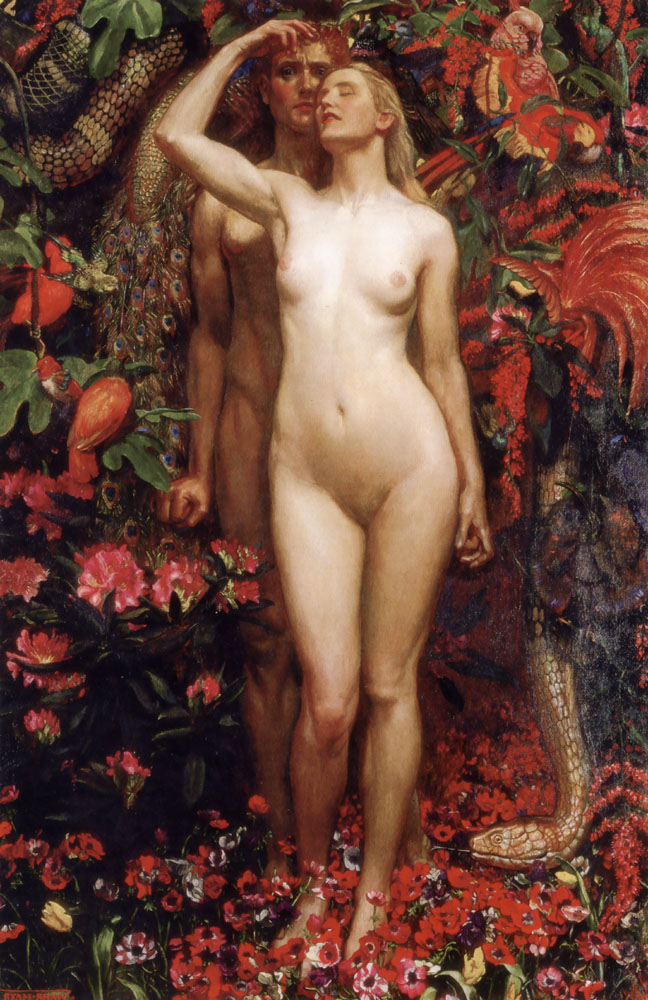
Джон Байем Листон Шоу (1911)

Амур
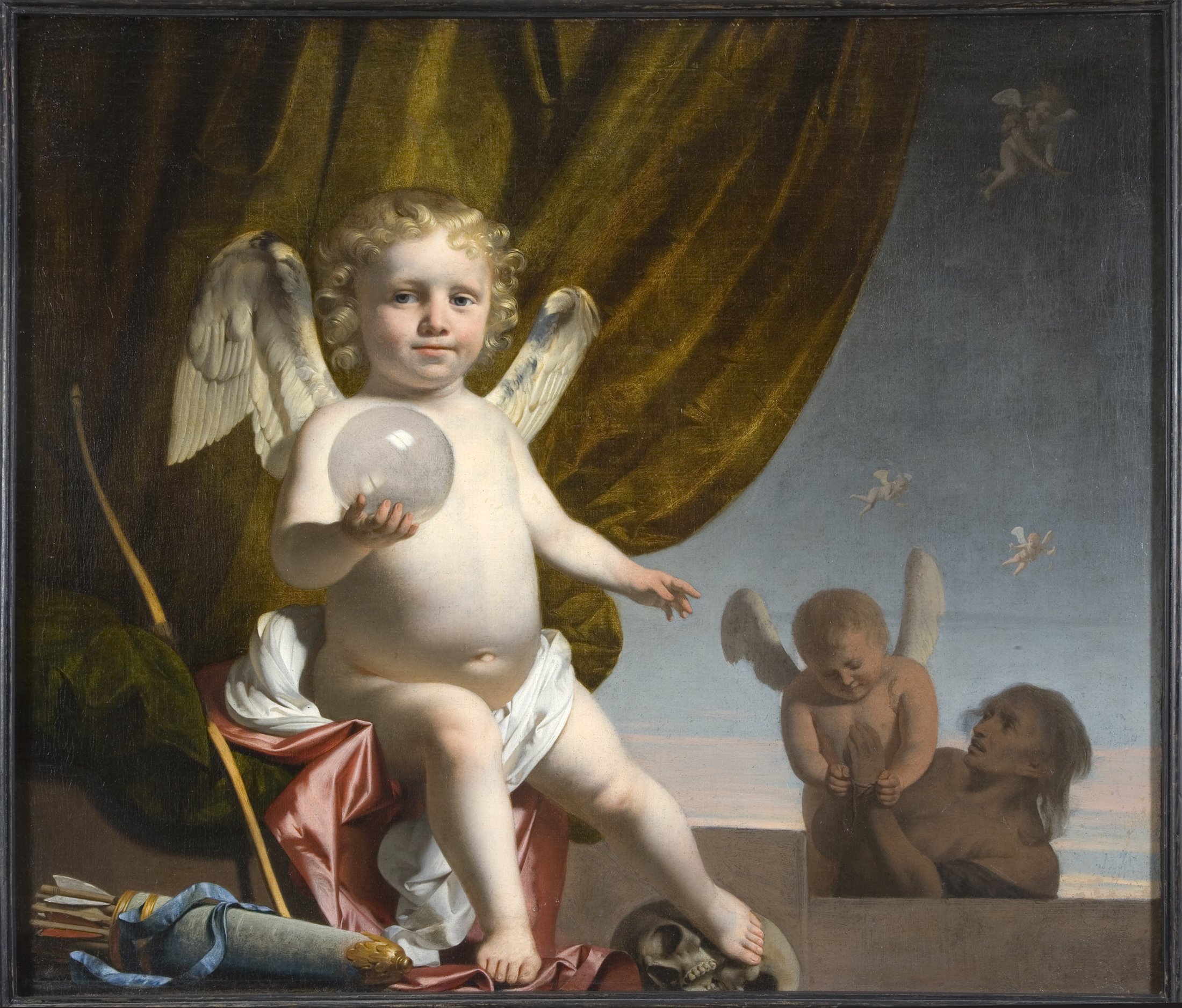
Амур, держащий хрустальный шар (1650—1655), Цезарь ван Эвердинген, частная коллекция
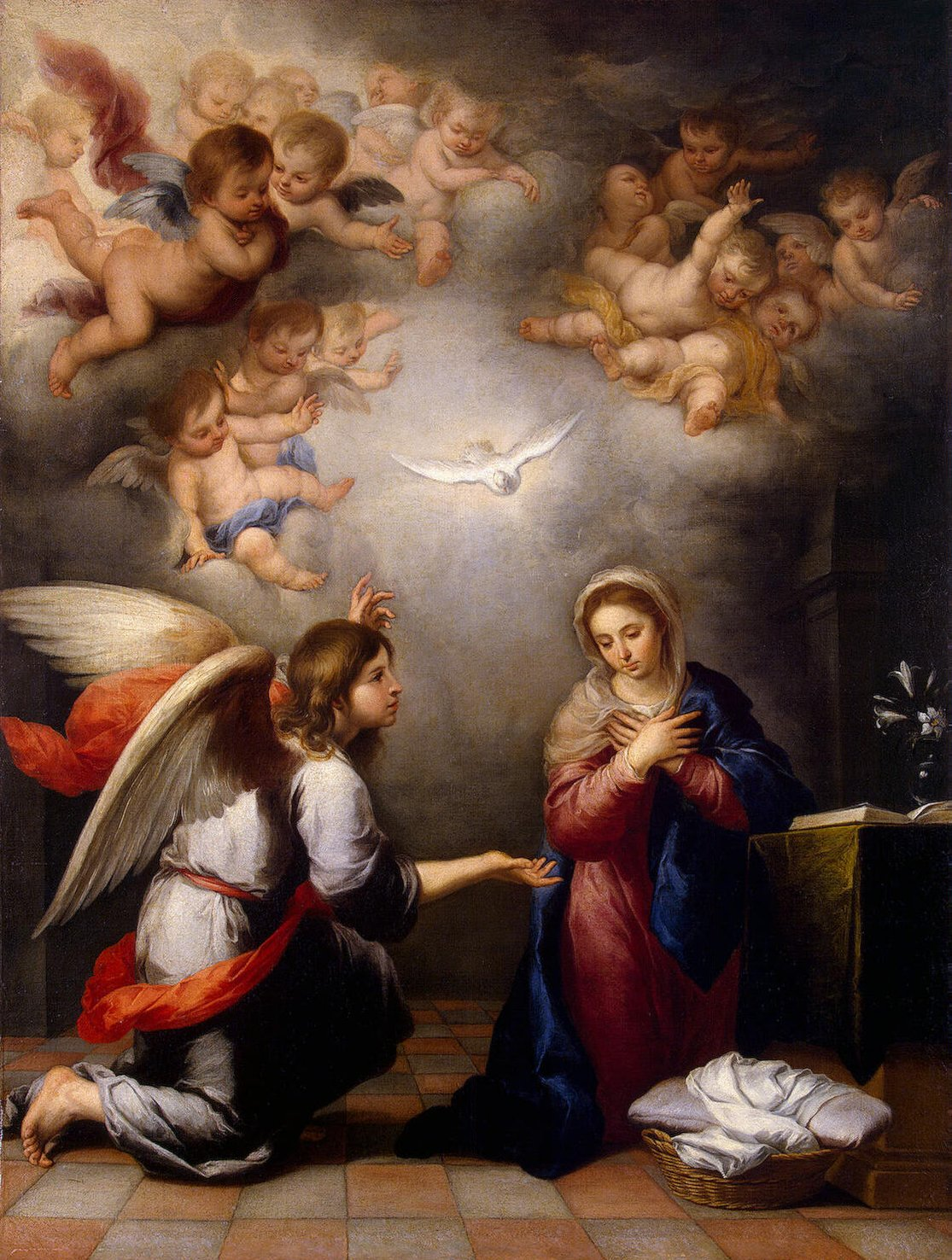
Благовещение (1655—1660), Бартоломе Эстебан Мурильо, Эрмитаж, Санкт-Петербург
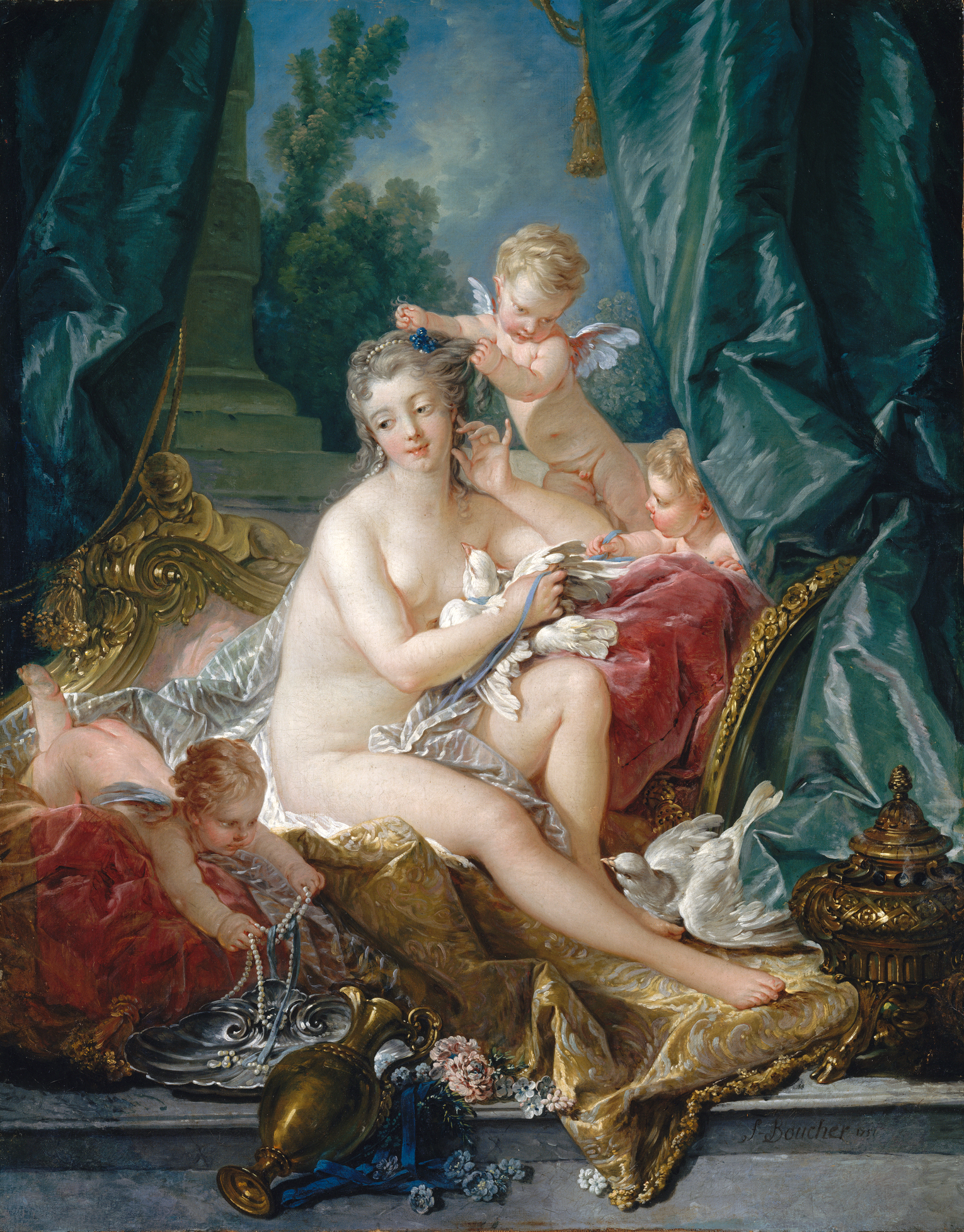
Туалет Венеры (1751), Франсуа Буше, Метрополитен-музей, Нью-Йорк
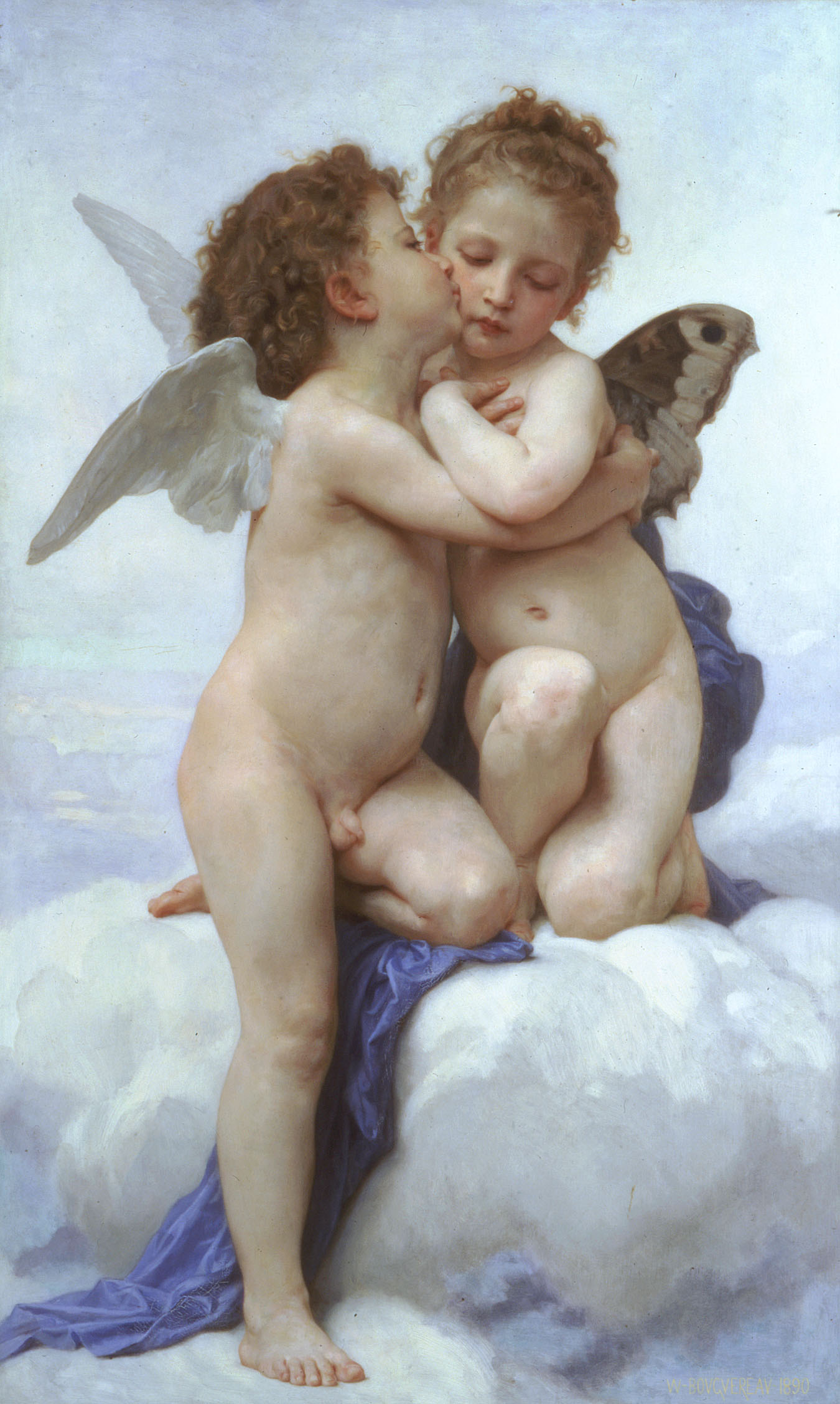
Амур и Психея в детстве (1890), Вильям Бугро
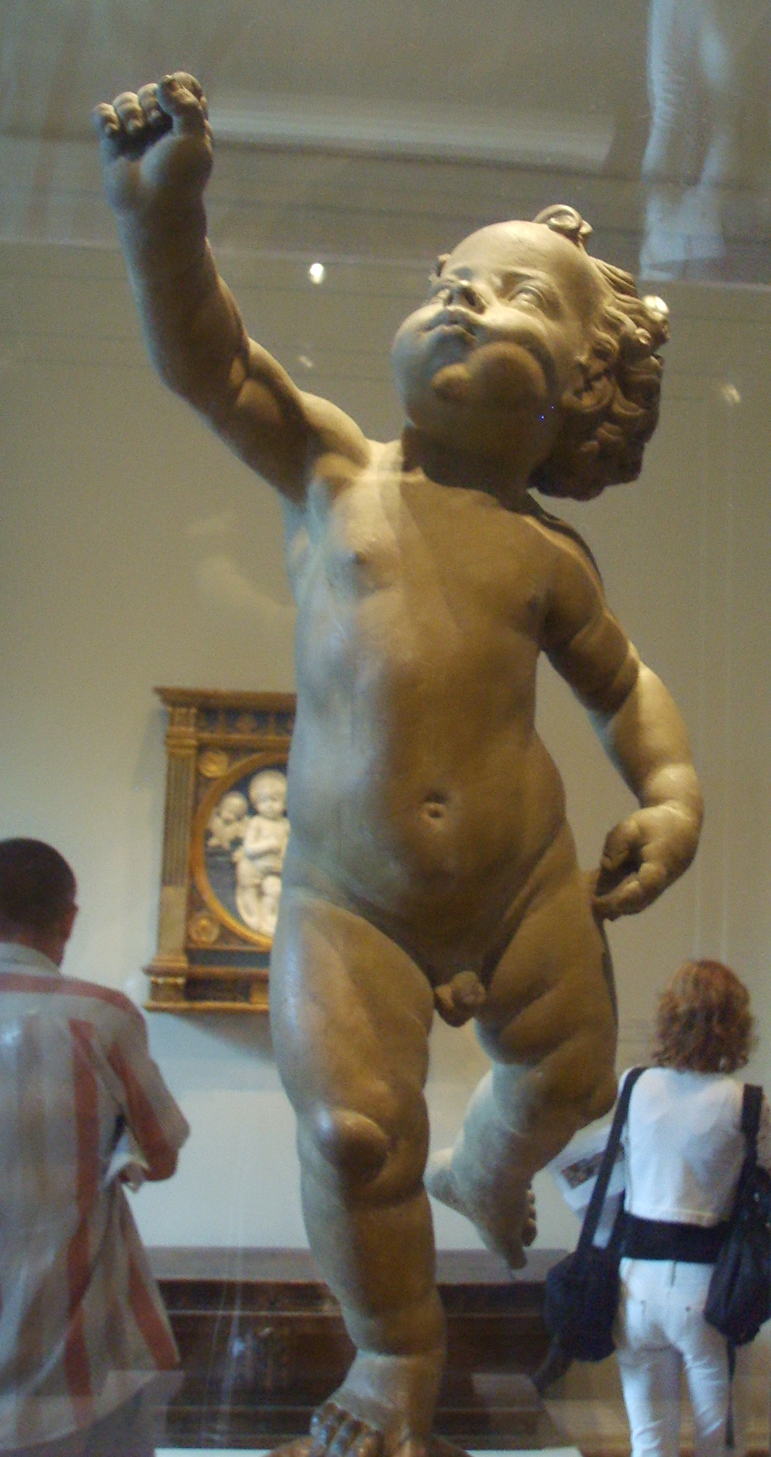
Путто балансирующий на шаре (1480), Андреа Верроккьо, Национальная галерея искусства, Вашингтон

Суд Париса
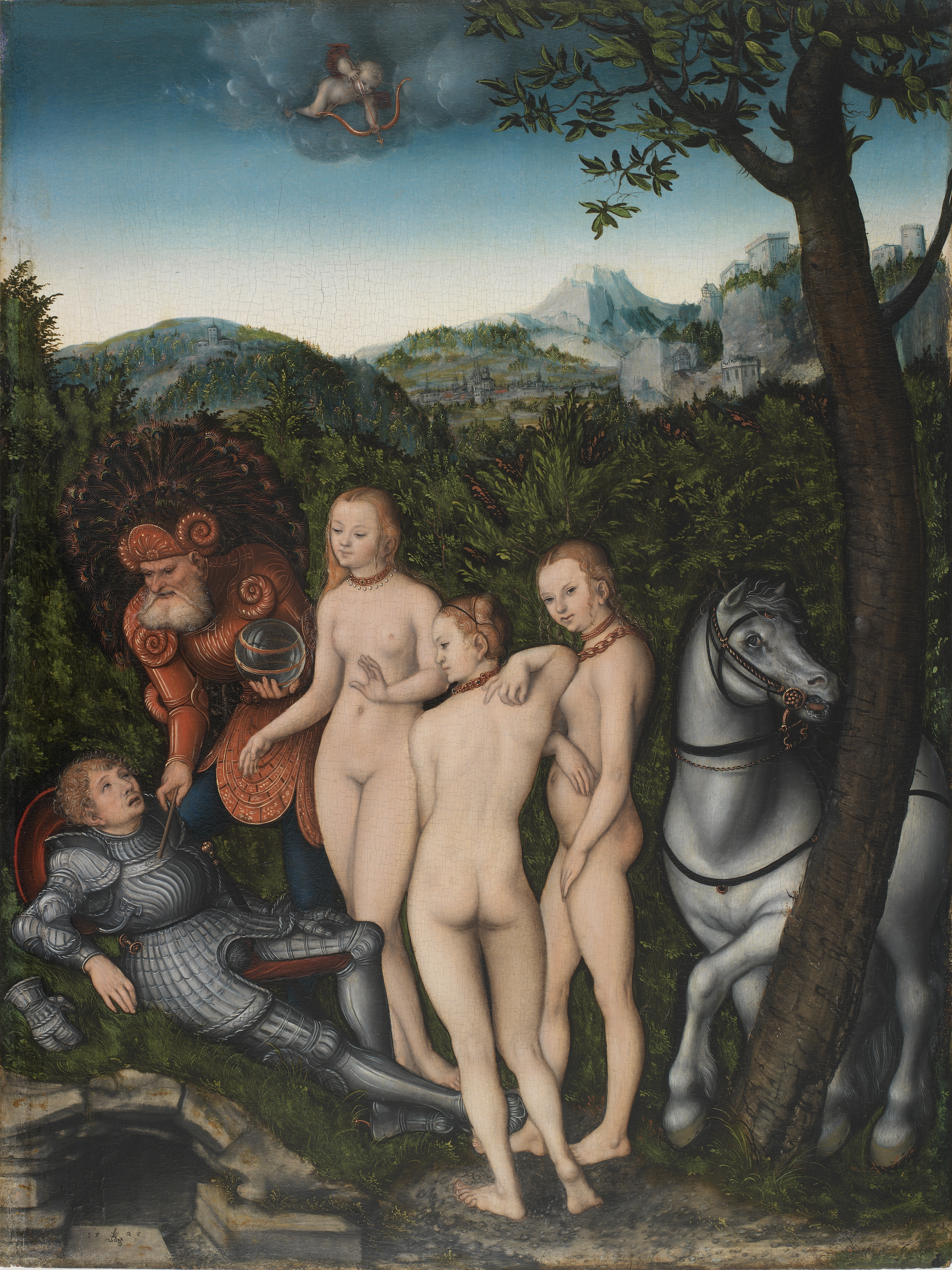
Лукас Кранах Старший, Государственный музей искусств, Копенгаген (1527)
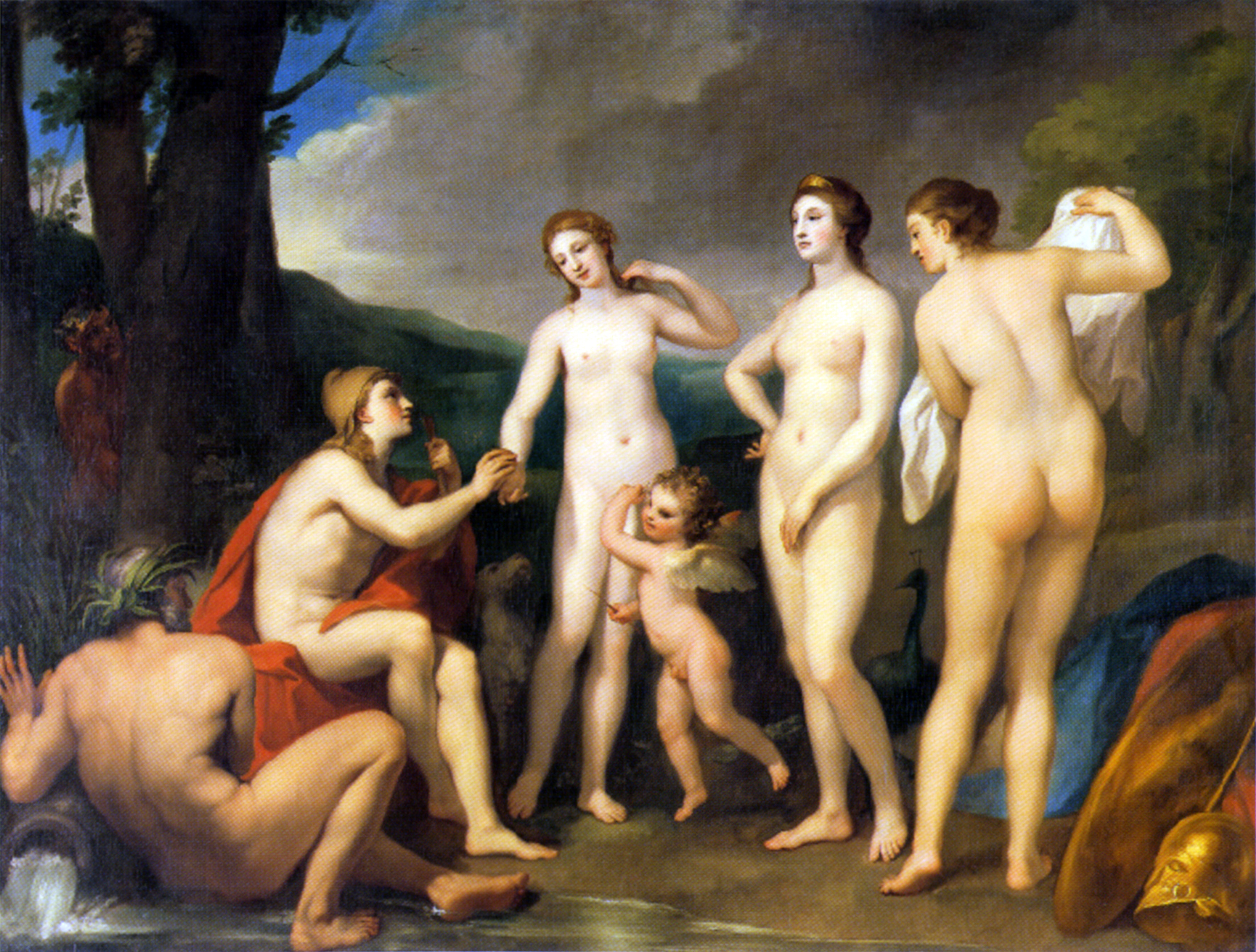
Антон Рафаэль Менгс, Эрмитаж, Санкт-Петербург (1757)
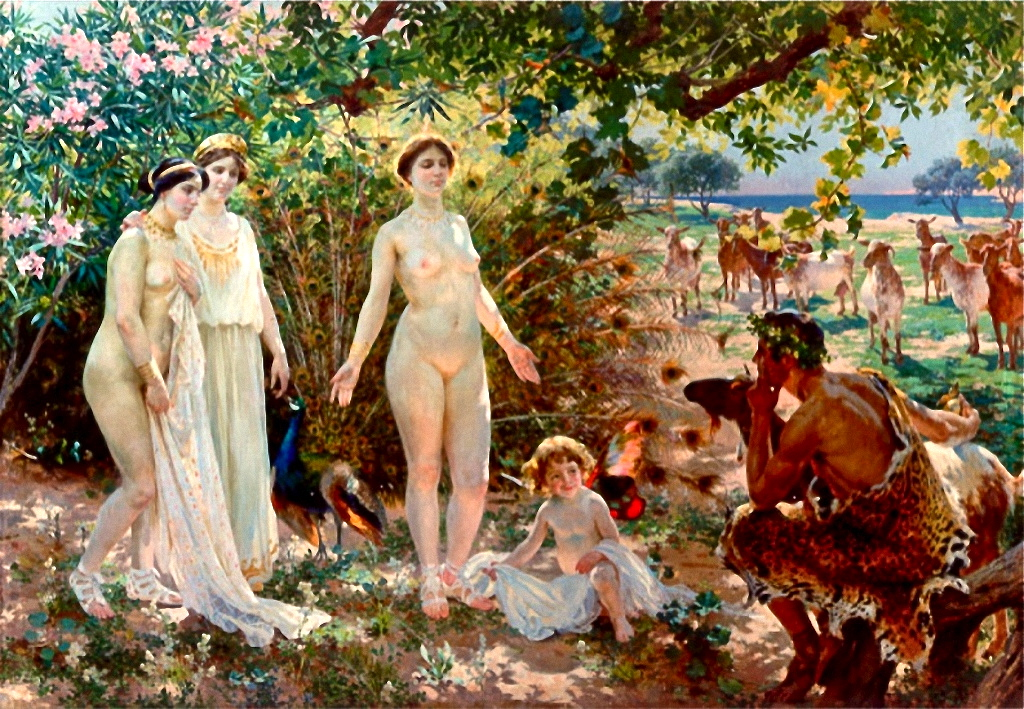
Энрике Симоне, Музей изящных искусств, Малага (1904)
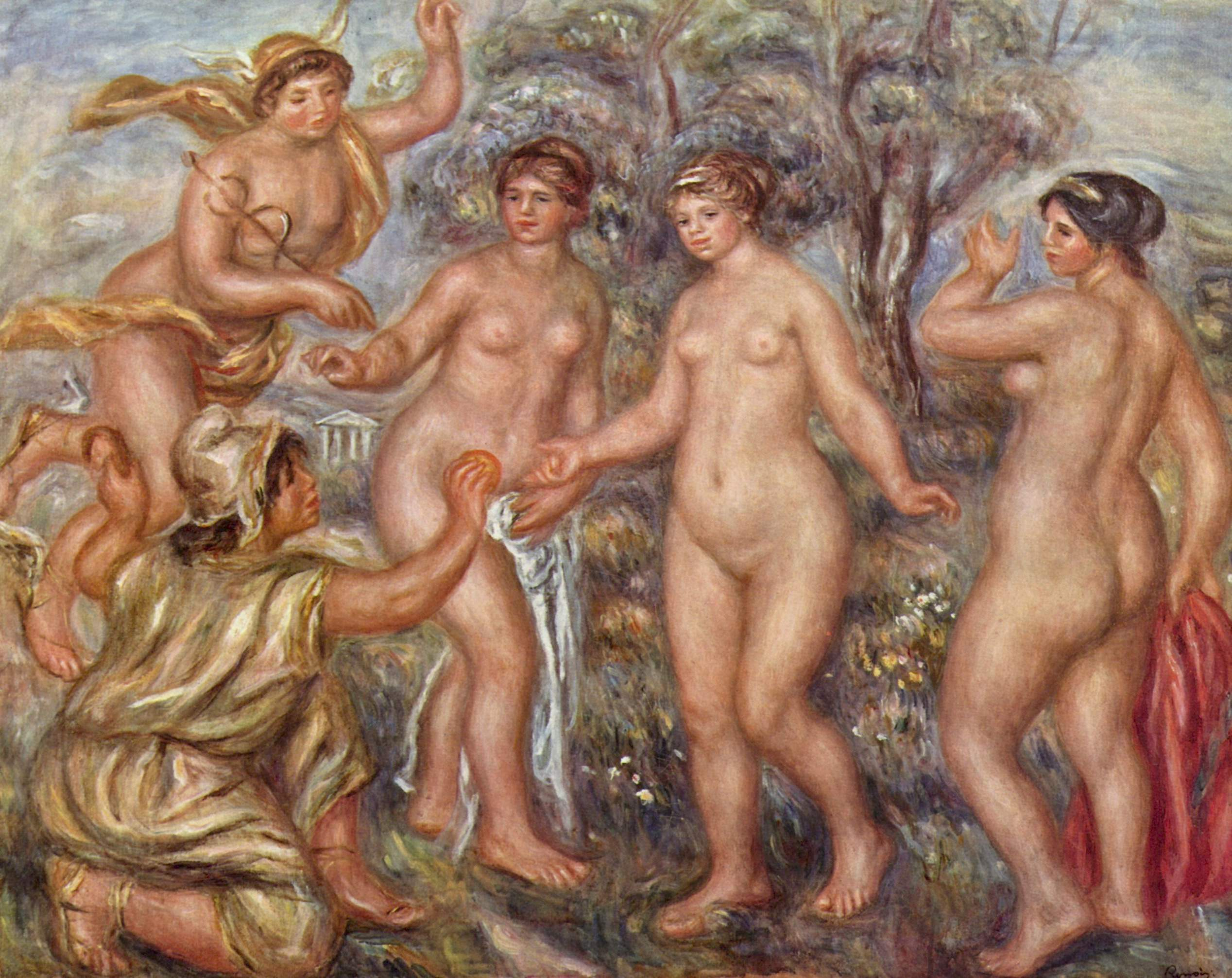
Ренуар, Пьер Огюст, Музей искусств, Хиросима (1908—1910)
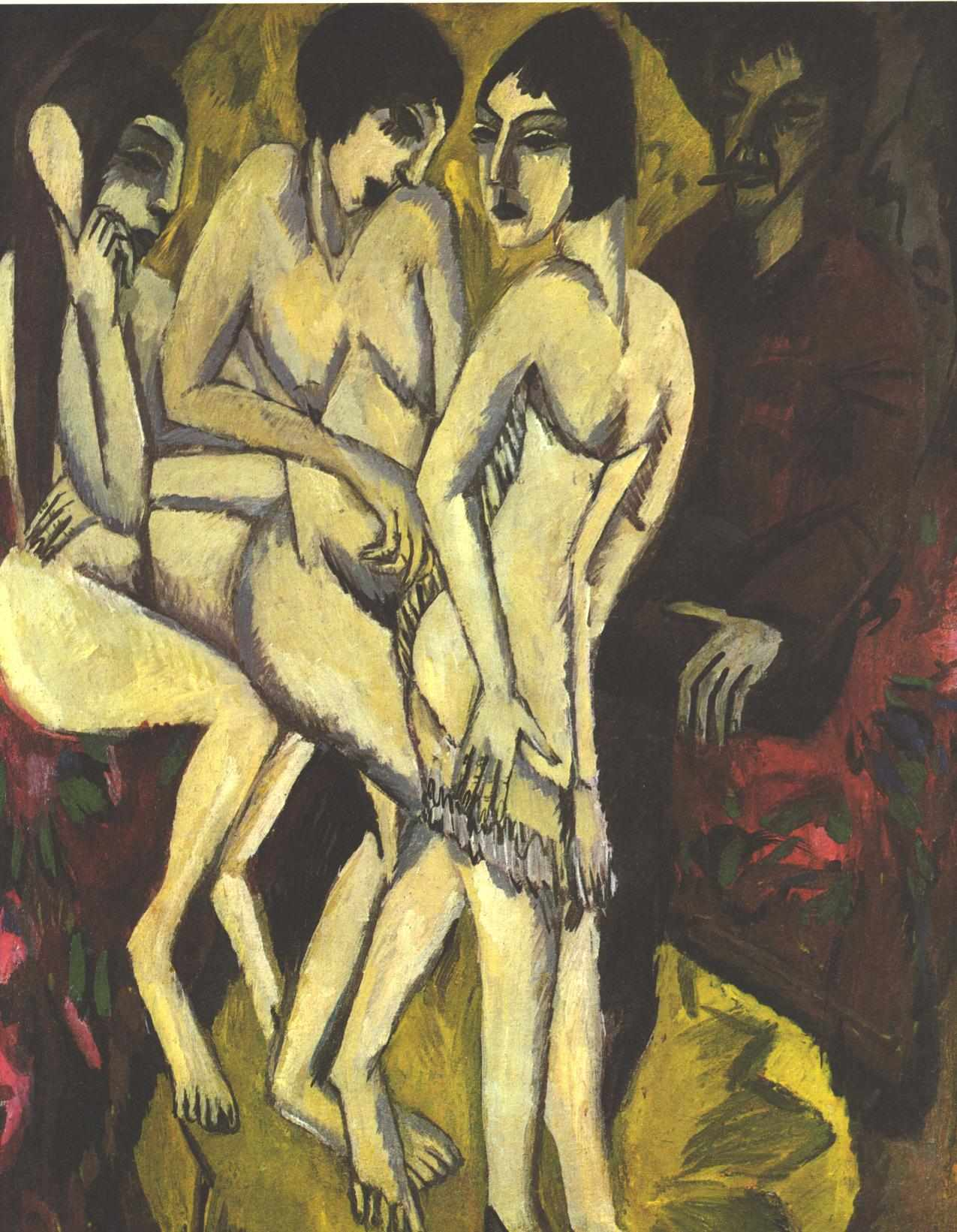
Эрнст Людвиг Кирхнер, Музей имени Вильгельма Хака, Людвигсхафен-на-Рейне (1912)

## Фотография
В истории нет определённой даты зарождения этого жанра. Известно, что в начале 1840-х годов в Париже появились выставки «дагеротипных изображений» обнажённой натуры. Примерно в это же время живописцы начали использовать фотографии обнажённых тел. Одним из ведущих художников жанра, использовавших фотографии в 1850-х годах, был Валлу де Вильнев; его труды повлияли на творчество многих более поздних художников, особенно на Гюстава Курбе.
Как правило, фотографии поначалу представляли собой всего только альбуминовые или калотипные отпечатки. Пространство для съёмки обычно было заполнено античными скульптурами с нейтральным фоном. И только в конце века появились фотографии обнажённых тел на открытом воздухе.
Открытие в 1851 году фотомонтажа немного расширило возможности для авторов ню. Методом печати снимка с нескольких коллодиевых негативов создавались различные несуществующие образы (например, русалки). Скандальную известность получила панорама Оскара Густава Рейландера «Два пути жизни» (1857), общественность восприняла её как открытую порнографию, указывая на различие восприятия обнажённого тела в живописи и фотографии. Шотландское Фотографическое Общество отказалось её экспонировать на своей выставке, на некоторых выставках её левая половина была задрапирована. Сохранились шесть фотографий в жанре ню Льюиса Кэрролла, который был фотографом-любителем.
В конце века участились случаи судебных разбирательств, связанных с распространением и выставок фотографий обнажённых тел. Вопросы о том, где заканчивается эротика и начинается порнография, остаются нерешёнными до сих пор, поэтому отношение общества к жанру постоянно менялось. Менялось и представление о женской красоте — в конце XIX века в моде были томные барышни, начало XX века дало дорогу танцовщицам кабаре, на смену которым в 1920-х годах пришли изящные спортсменки. Ближе к 1940-м годам появилось новая тема жанра — ню в движении. Её первооткрывателем стал Герхард Рибике.
Фотографии ню использовал как этюды для своих картин латышский художник Янис Розенталс (1866—1906, «Ликующие дети», «Семья Сигулды»). В 2016 году прошла выставка в Латвийском Национальном художественном музее, крупнейшая, посвящённая творчеству художника, на ней были представлены не только его картины, но и выставлены фотографии, сделанные им для этих картин.
Жанр ню получил широкое отражение в фотоработах японца Хадзимэ Саватари. В 1973 году он создал фотоальбом «Алиса», в котором подражал викторианскому стилю фотографий Кэролла и снимал девочку в возрасте семи лет обнажённой в провокационных позах. Альбом вызвал шумный скандал, а его автор — обвинения в детской порнографии. Новый фотоальбом Саватари «Алиса из моря» был выдержан в строго пуританских традициях.

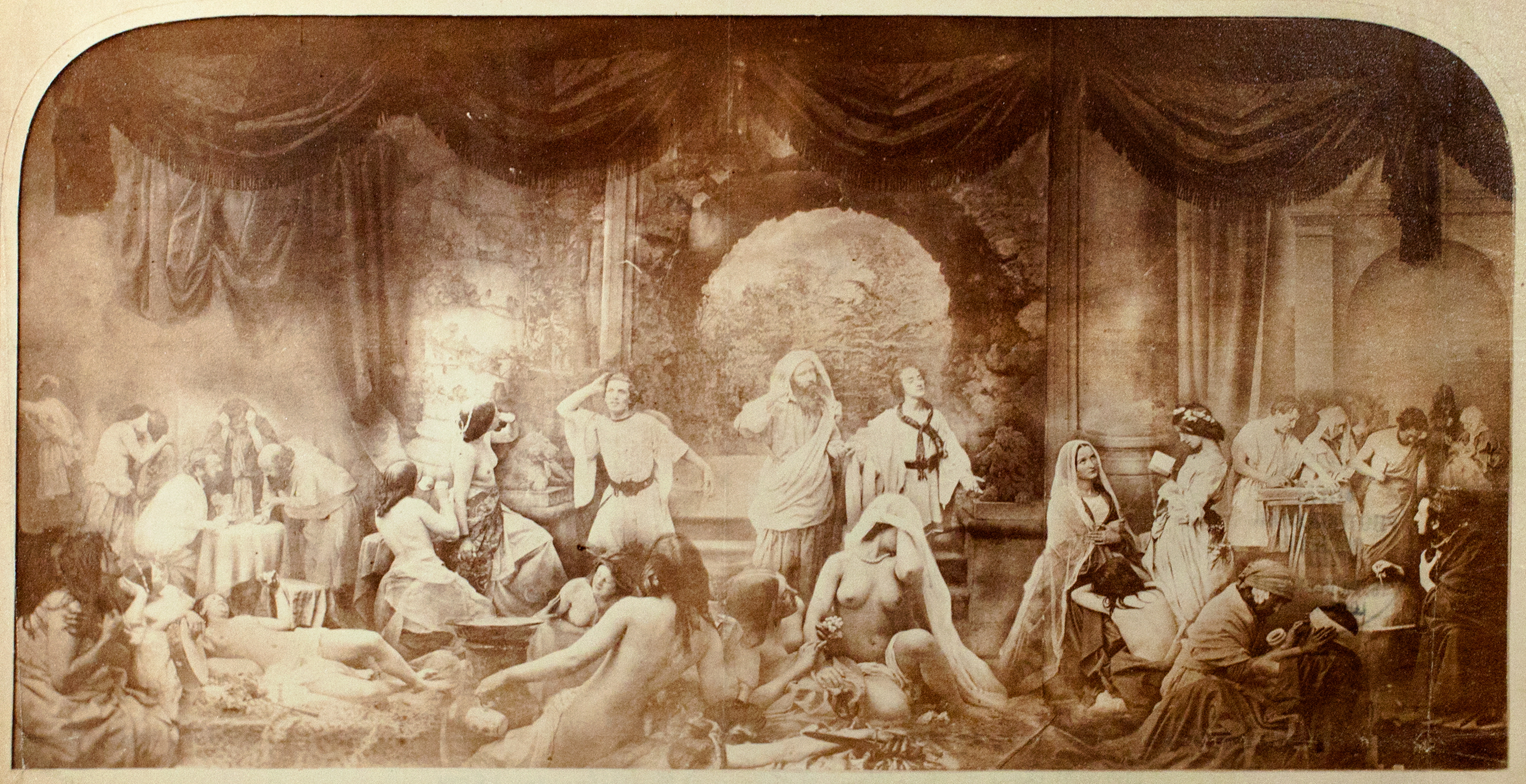
Оскар Густав Рейландер. Два пути жизни, 1857
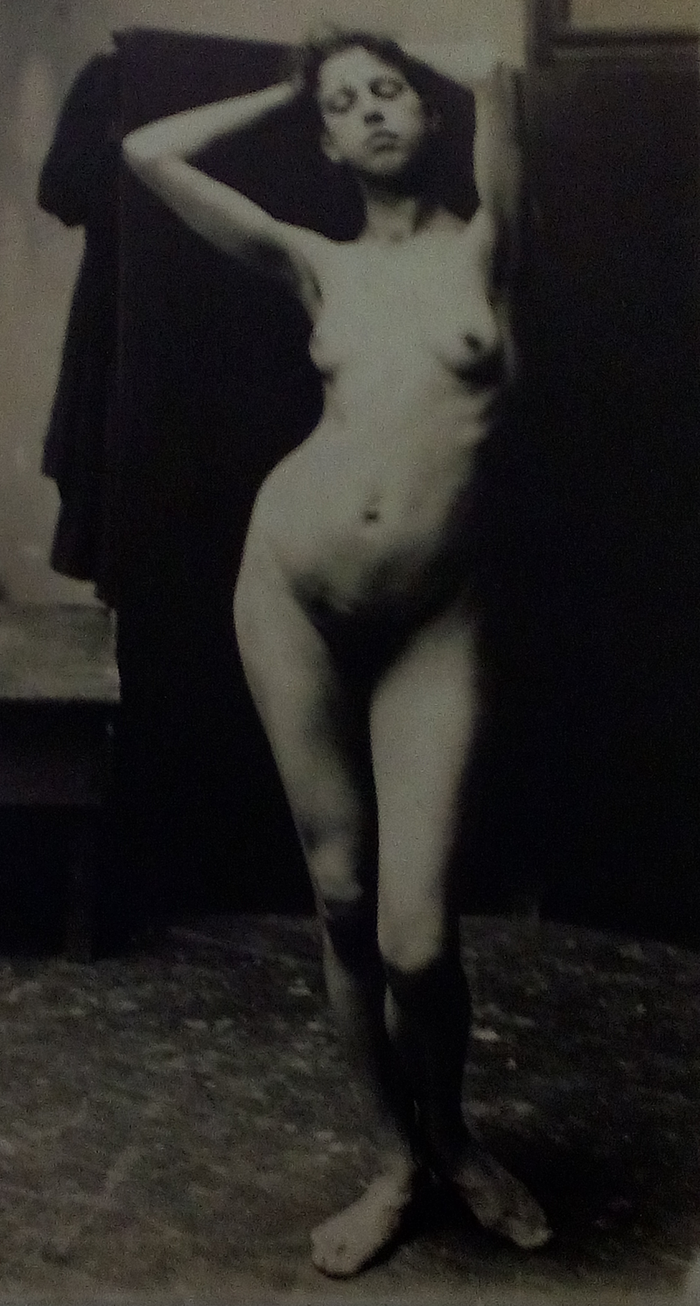
Янис Розенталис. Фотография натурщицы к картине «Ликующие дети», 1901
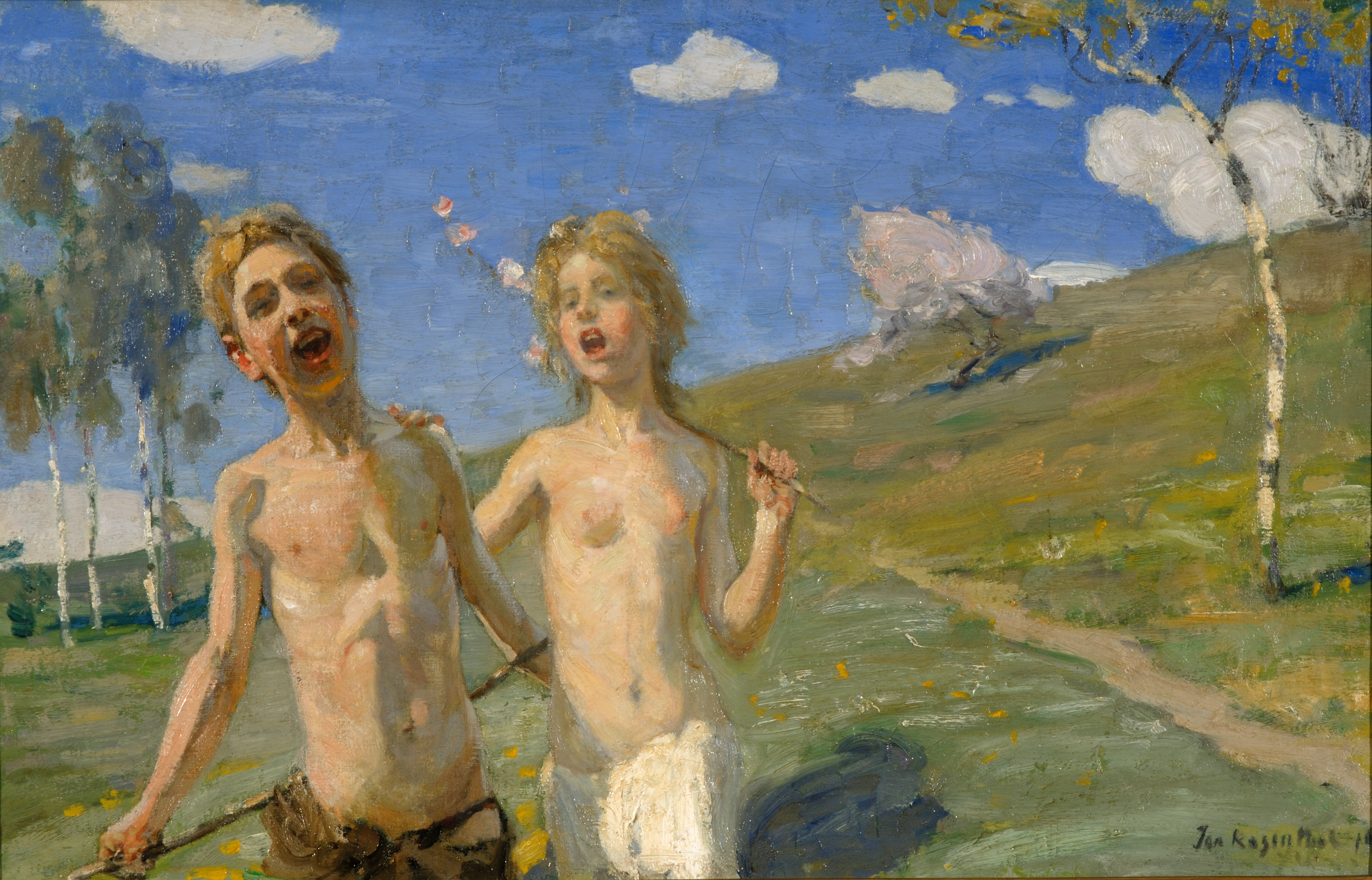
Янис Розенталис. Ликующие дети, 1901
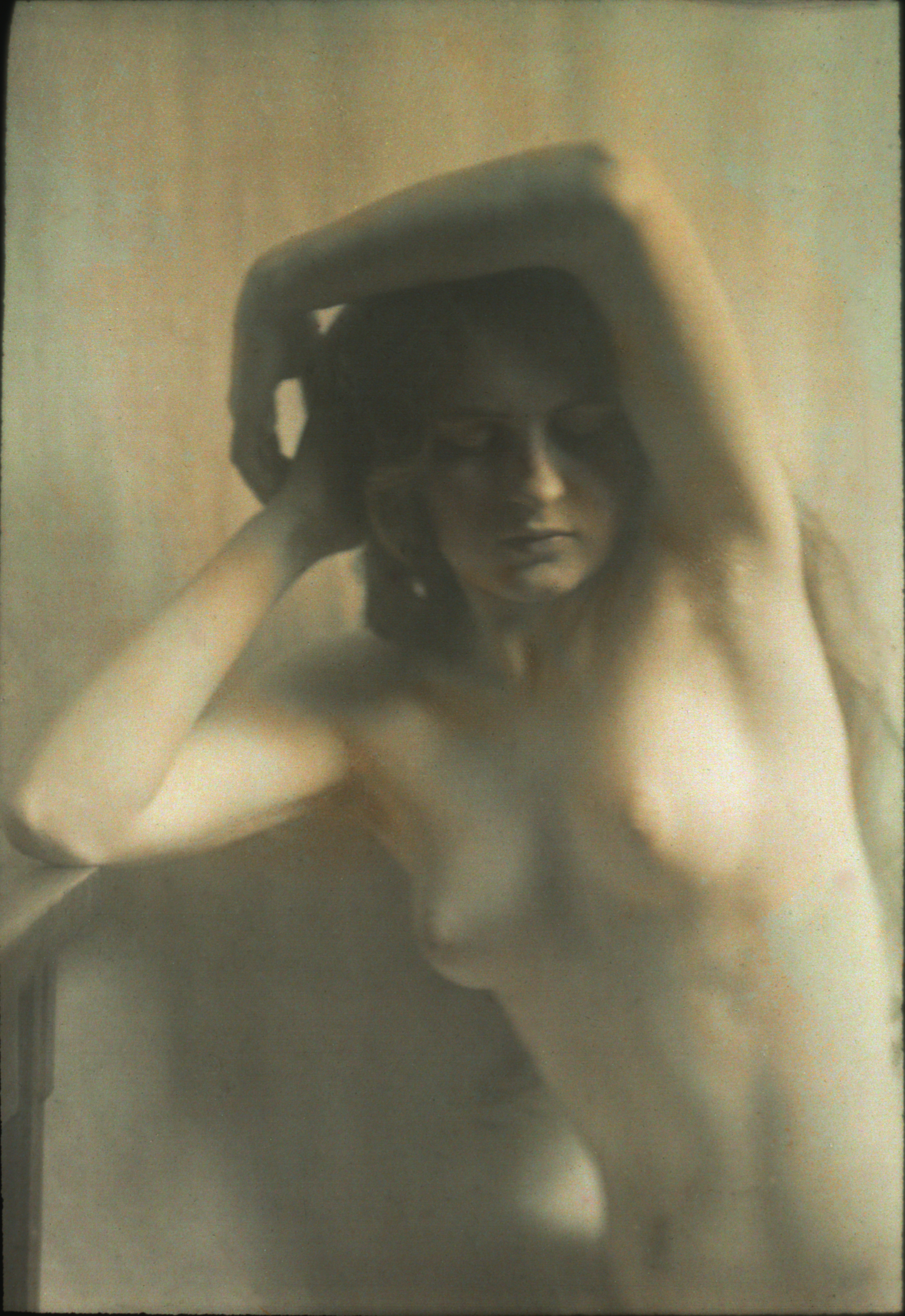
Арнольд Дженте. Обнажённая натурщица, до 1942
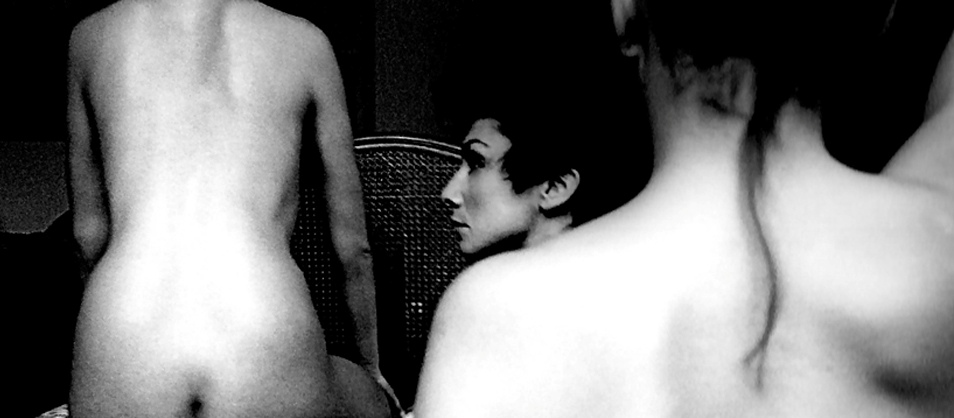
Де Лука, Аугусто, Женщина 1980
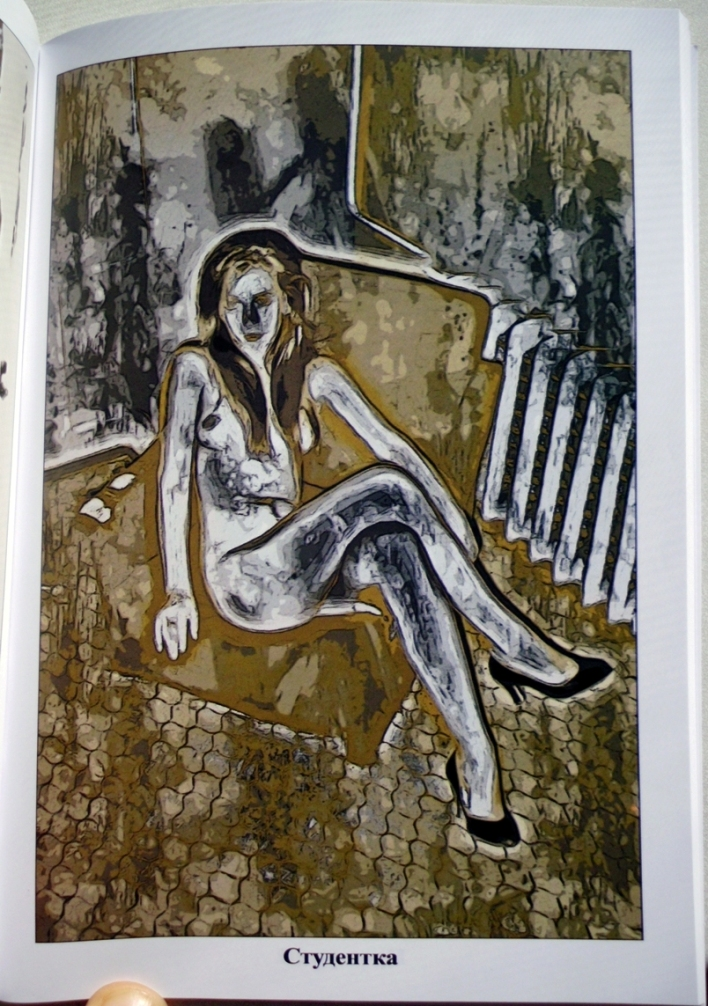
Виктор Пинчук, Студентка, 2001